# Lista nagród czasopisma Wrestling Observer Newsletter
Poniżej znajduje się lista nagród czasopisma Wrestling Observer Newsletter, która została stworzona przez Dave’a Meltzera – amerykańskiego dziennikarza i obserwatora wrestlingu.

## Kontynuowane nagrody
– nagroda dla zawodnika MMA.

### Nagrody "Category A"

#### Najlepszy wrestler (Nagroda Lou Thesza/Rica Flaira)
| Rok  | Zawodnik                | Federacja                                       |
| ---- | ----------------------- | ----------------------------------------------- |
| 1980 | Harley Race             | National Wrestling Alliance                     |
| 1981 | Ric Flair               | National Wrestling Alliance                     |
| 1982 | Ric Flair               | National Wrestling Alliance                     |
| 1983 | Ric Flair               | National Wrestling Alliance                     |
| 1984 | Ric Flair               | National Wrestling Alliance                     |
| 1985 | Ric Flair               | Jim Crockett Promotions                         |
| 1986 | Ric Flair               | Jim Crockett Promotions                         |
| 1987 | Riki Choshu             | All Japan Pro Wrestling                         |
| 1988 | Akira Maeda             | Universal Wrestling Federation                  |
| 1989 | Ric Flair               | World Championship Wrestling                    |
| 1990 | Ric Flair               | World Championship Wrestling                    |
| 1991 | Jumbo Tsuruta           | All Japan Pro Wrestling                         |
| 1992 | Ric Flair               | World Wrestling Federation                      |
| 1993 | Big Van Vader           | World Championship Wrestling                    |
| 1994 | Toshiaki Kawada         | All Japan Pro Wrestling                         |
| 1995 | Mitsuharu Misawa        | All Japan Pro Wrestling                         |
| 1996 | Kenta Kobashi           | All Japan Pro Wrestling                         |
| 1997 | Mitsuharu Misawa        | All Japan Pro Wrestling                         |
| 1998 | Stone Cold Steve Austin | World Wrestling Federation                      |
| 1999 | Mitsuharu Misawa        | All Japan Pro Wrestling                         |
| 2000 | Triple H                | World Wrestling Federation                      |
| 2001 | Keiji Mutoh             | New Japan Pro-Wrestling All Japan Pro Wrestling |
| 2002 | Kurt Angle              | World Wrestling Federation/Entertainment        |
| 2003 | Kenta Kobashi           | Pro Wrestling Noah                              |
| 2004 | Kenta Kobashi           | Pro Wrestling Noah                              |
| 2005 | Kenta Kobashi           | Pro Wrestling Noah                              |
| 2006 | Místico                 | Consejo Mundial de Lucha Libre                  |
| 2007 | John Cena               | World Wrestling Entertainment                   |
| 2008 | Chris Jericho           | World Wrestling Entertainment                   |
| 2009 | Chris Jericho           | World Wrestling Entertainment                   |
| 2010 | John Cena               | World Wrestling Entertainment                   |
| 2011 | Hiroshi Tanahashi       | New Japan Pro-Wrestling                         |
| 2012 | Hiroshi Tanahashi       | New Japan Pro-Wrestling                         |
| 2013 | Hiroshi Tanahashi       | New Japan Pro-Wrestling                         |
| 2014 | Shinsuke Nakamura       | New Japan Pro-Wrestling                         |
| 2015 | AJ Styles               | New Japan Pro-Wrestling Ring of Honor           |
| 2016 | AJ Styles               | WWE                                             |
| 2017 | Kazuchika Okada         | New Japan Pro-Wrestling                         |
| 2018 | Kenny Omega             | New Japan Pro-Wrestling Ring of Honor           |
| 2019 | Chris Jericho           | All Elite Wrestling New Japan Pro-Wrestling     |
| 2020 | Jon Moxley              | All Elite Wrestling New Japan Pro-Wrestling     |
| 2021 | Kenny Omega             | All Elite Wrestling Impact Wrestling            |
| 2022 | Jon Moxley              | All Elite Wrestling                             |
| 2023 | Will Ospreay            | New Japan Pro-Wrestling                         |
| 2024 | Cody Rhodes             | WWE                                             |

#### Najbardziej wartościowy zawodnik MMA
| Rok  | Zawodnik             | Federacja                      |
| ---- | -------------------- | ------------------------------ |
| 2007 | Randy Couture        | Ultimate Fighting Championship |
| 2008 | Brock Lesnar         | Ultimate Fighting Championship |
| 2009 | Brock Lesnar         | Ultimate Fighting Championship |
| 2010 | Brock Lesnar         | Ultimate Fighting Championship |
| 2011 | Georges St-Pierre    | Ultimate Fighting Championship |
| 2012 | Anderson Silva       | Ultimate Fighting Championship |
| 2013 | Georges St-Pierre    | Ultimate Fighting Championship |
| 2014 | Ronda Rousey         | Ultimate Fighting Championship |
| 2015 | Ronda Rousey         | Ultimate Fighting Championship |
| 2016 | Connor McGregor      | Ultimate Fighting Championship |
| 2017 | Georges St-Pierre    | Ultimate Fighting Championship |
| 2018 | Conor McGregor       | Ultimate Fighting Championship |
| 2019 | Jorge Masvidal       | Ultimate Fighting Championship |
| 2020 | Chabib Nurmagomiedow | Ultimate Fighting Championship |
| 2021 | Kamaru Usman         | Ultimate Fighting Championship |
| 2022 | Israel Adesanya      | Ultimate Fighting Championship |
| 2023 | Jon Jones            | Ultimate Fighting Championship |
| 2024 | Alex Pereira         | Ultimate Fighting Championship |

#### Najwybitniejszy wrestler
| Rok  | Zawodnik                     | Federacja                                                    |
| ---- | ---------------------------- | ------------------------------------------------------------ |
| 1986 | Ric Flair                    | Jim Crockett Promotions                                      |
| 1987 | Ric Flair                    | Jim Crockett Promotions                                      |
| 1988 | Tatsumi Fujinami             | New Japan Pro-Wrestling                                      |
| 1989 | Ric Flair                    | World Championship Wrestling                                 |
| 1990 | Jushin Thunder Liger         | New Japan Pro-Wrestling                                      |
| 1991 | Jushin Thunder Liger         | New Japan Pro-Wrestling World Championship Wrestling         |
| 1992 | Jushin Thunder Liger         | New Japan Pro-Wrestling World Championship Wrestling         |
| 1993 | Kenta Kobashi                | All Japan Pro Wrestling                                      |
| 1994 | Kenta Kobashi                | All Japan Pro Wrestling                                      |
| 1995 | Manami Toyota                | All Japan Women’s Pro-Wrestling                              |
| 1996 | Rey Misterio Jr.             | Extreme Championship Wrestling World Championship Wrestling  |
| 1997 | Mitsuharu Misawa             | All Japan Pro Wrestling                                      |
| 1998 | Koji Kanemoto                | New Japan Pro-Wrestling                                      |
| 1999 | Mitsuharu Misawa             | All Japan Pro Wrestling                                      |
| 2000 | Chris Benoit                 | World Championship Wrestling World Wrestling Federation      |
| 2001 | Kurt Angle                   | World Wrestling Federation/Entertainment                     |
| 2002 | Kurt Angle                   | World Wrestling Federation/Entertainment                     |
| 2003 | Kurt Angle                   | World Wrestling Federation/Entertainment                     |
| 2004 | Chris Benoit                 | World Wrestling Federation/Entertainment                     |
| 2005 | Samoa Joe                    | Ring of Honor Total Nonstop Action Wrestling                 |
| 2006 | Bryan Danielson/Daniel Bryan | Ring of Honor                                                |
| 2007 | Bryan Danielson/Daniel Bryan | Ring of Honor                                                |
| 2008 | Bryan Danielson/Daniel Bryan | Ring of Honor                                                |
| 2009 | Bryan Danielson/Daniel Bryan | Ring of Honor Dragon Gate USA                                |
| 2010 | Bryan Danielson/Daniel Bryan | World Wrestling Entertainment Evolve Dragon Gate USA Chikara |
| 2011 | Davey Richards               | Ring of Honor Pro Wrestling Guerrilla                        |
| 2012 | Hiroshi Tanahashi            | New Japan Pro-Wrestling                                      |
| 2013 | Hiroshi Tanahashi            | New Japan Pro-Wrestling                                      |
| 2014 | AJ Styles                    | New Japan Pro-Wrestling Ring of Honor                        |
| 2015 | AJ Styles                    | New Japan Pro-Wrestling Ring of Honor                        |
| 2016 | AJ Styles                    | WWE                                                          |
| 2017 | Kazuchika Okada              | New Japan Pro-Wrestling                                      |
| 2018 | Kenny Omega                  | New Japan Pro-Wrestling                                      |
| 2019 | Will Ospreay                 | New Japan Pro-Wrestling                                      |
| 2020 | Kenny Omega                  | All Elite Wrestling Lucha Libre AAA Worldwide                |
| 2021 | Shingo Takagi                | New Japan Pro-Wrestling                                      |
| 2022 | Will Ospreay                 | New Japan Pro-Wrestling                                      |
| 2023 | Will Ospreay                 | New Japan Pro-Wrestling                                      |
| 2024 | Will Ospreay                 | New Japan Pro-Wrestling All Elite Wrestling                  |

#### Najwybitniejszy zawodnik MMA
| Rok  | Zawodnik                 | Federacja                                                   |
| ---- | ------------------------ | ----------------------------------------------------------- |
| 1997 | Maurice Smith            | Ultimate Fighting Championship                              |
| 1998 | Frank Shamrock           | Ultimate Fighting Championship                              |
| 1999 | Frank Shamrock           | Ultimate Fighting Championship                              |
| 2000 | Kazushi Sakuraba         | Pride Fighting Championships                                |
| 2001 | Wanderlei Silva          | Pride Fighting Championships                                |
| 2002 | Antônio Rodrigo Nogueira | Pride Fighting Championships                                |
| 2003 | Randy Couture            | Ultimate Fighting Championship                              |
| 2004 | Wanderlei Silva          | Pride Fighting Championships                                |
| 2005 | Fedor Emelianenko        | Pride Fighting Championships                                |
| 2006 | Mirko Filipović          | Pride Fighting Championships Ultimate Fighting Championship |
| 2007 | Quinton Jackson          | Ultimate Fighting Championship                              |
| 2008 | Georges St-Pierre        | Ultimate Fighting Championship                              |
| 2009 | Georges St-Pierre        | Ultimate Fighting Championship                              |
| 2010 | Georges St-Pierre        | Ultimate Fighting Championship                              |
| 2011 | Jon Jones                | Ultimate Fighting Championship                              |
| 2012 | Anderson Silva           | Ultimate Fighting Championship                              |
| 2013 | Cain Velasquez           | Ultimate Fighting Championship                              |
| 2014 | Ronda Rousey             | Ultimate Fighting Championship                              |
| 2015 | Conor McGregor           | Ultimate Fighting Championship                              |
| 2016 | Conor McGregor           | Ultimate Fighting Championship                              |
| 2017 | Demetrious Johnson       | Ultimate Fighting Championship                              |
| 2018 | Daniel Cormier           | Ultimate Fighting Championship                              |
| 2019 | Israel Adesanya          | Ultimate Fighting Championship                              |
| 2020 | Israel Adesanya          | Ultimate Fighting Championship                              |
| 2021 | Kamaru Usman             | Ultimate Fighting Championship                              |
| 2022 | Alexander Volkanovski    | Ultimate Fighting Championship                              |
| 2023 | Isłam Machaczew          | Ultimate Fighting Championship                              |
| 2024 | Alex Pereira             | Ultimate Fighting Championship                              |

#### Najlepszy tag team
| Rok  | Tag team                                                       | Federacja                                                      |
| ---- | -------------------------------------------------------------- | -------------------------------------------------------------- |
| 1980 | The Fabulous Freebirds (Terry Gordy i Buddy Roberts)           | Mid South Wrestling Georgia Championship Wrestling             |
| 1981 | Jimmy Snuka i Terry Gordy                                      | All Japan Pro Wrestling National Wrestling Alliance            |
| 1982 | Stan Hansen i Ole Anderson                                     | National Wrestling Alliance                                    |
| 1983 | Ricky Steamboat i Jay Youngblood                               | National Wrestling Alliance (Jim Crockett Promotions)          |
| 1984 | The Road Warriors (Hawk i Animal)                              | American Wrestling Association National Wrestling Alliance     |
| 1985 | The British Bulldogs (Dynamite Kid i Davey Boy Smith)          | World Wrestling Federation Stampede Wrestling                  |
| 1986 | The Midnight Express (Dennis Condrey i Bobby Eaton)            | Universal Wrestling Federation                                 |
| 1987 | The Midnight Express (Bobby Eaton i Stan Lane)                 | Universal Wrestling Federation Jim Crockett Promotions         |
| 1988 | The Midnight Express (Bobby Eaton i Stan Lane)                 | Jim Crockett Promotions                                        |
| 1989 | The Rockers (Shawn Michaels i Marty Jannetty)                  | World Wrestling Federation                                     |
| 1990 | The Steiner Brothers (Rick Steiner i Scott Steiner)            | World Championship Wrestling                                   |
| 1991 | Mitsuharu Misawa i Toshiaki Kawada                             | All Japan Pro Wrestling                                        |
| 1992 | The Miracle Violence Connection (Terry Gordy i Steve Williams) | All Japan Pro Wrestling World Championship Wrestling           |
| 1993 | The Hollywood Blonds (Steve Austin i Brian Pillman)            | World Championship Wrestling                                   |
| 1994 | Los Gringos Locos (Eddy Guerrero i Art Barr)                   | Asistencia Asesoría y Administración                           |
| 1995 | Mitsuharu Misawa i Kenta Kobashi                               | All Japan Pro Wrestling                                        |
| 1996 | Mitsuharu Misawa i Jun Akiyama                                 | All Japan Pro Wrestling                                        |
| 1997 | Mitsuharu Misawa i Jun Akiyama                                 | All Japan Pro Wrestling                                        |
| 1998 | Shinjiro Otani i Tatsuhito Takaiwa                             | New Japan Pro-Wrestling                                        |
| 1999 | Kenta Kobashi i Jun Akiyama                                    | All Japan Pro Wrestling                                        |
| 2000 | Edge i Christian                                               | World Wrestling Federation                                     |
| 2001 | Satoshi Kojima i Hiroyoshi Tenzan                              | New Japan Pro-Wrestling                                        |
| 2002 | Los Guerreros (Eddie Guerrero i Chavo Guerrero)                | World Wrestling Federation/Entertainment                       |
| 2003 | Kenta i Naomichi Marufuji                                      | Pro Wrestling Noah                                             |
| 2004 | Kenta i Naomichi Marufuji                                      | Pro Wrestling Noah                                             |
| 2005 | America’s Most Wanted (Chris Harris i James Storm)             | Total Nonstop Action Wrestling                                 |
| 2006 | The Latin American Exchange (Homicide i Hernandez)             | Total Nonstop Action Wrestling                                 |
| 2007 | The Briscoe Brothers (Jay i Mark Briscoe)                      | Ring of Honor                                                  |
| 2008 | John Morrison i The Miz                                        | World Wrestling Entertainment                                  |
| 2009 | The American Wolves (Davey Richards i Eddie Edwards)           | Ring of Honor                                                  |
| 2010 | The Kings of Wrestling (Chris Hero i Claudio Castagnoli)       | Ring of Honor                                                  |
| 2011 | Bad Intentions (Giant Bernard i Karl Anderson)                 | New Japan Pro-Wrestling                                        |
| 2012 | Bad Influence (Christopher Daniels i Kazarian)                 | Total Nonstop Action Wrestling                                 |
| 2013 | The Shield (Seth Rollins i Roman Reigns)                       | WWE                                                            |
| 2014 | The Young Bucks (Matt i Nick Jackson)                          | New Japan Pro-Wrestling Pro Wrestling Guerrilla Ring of Honor  |
| 2015 | The Young Bucks (Matt i Nick Jackson)                          | New Japan Pro-Wrestling Pro Wrestling Guerrilla Ring of Honor  |
| 2016 | The Young Bucks (Matt i Nick Jackson)                          | New Japan Pro-Wrestling Pro Wrestling Guerrilla Ring of Honor  |
| 2017 | The Young Bucks (Matt i Nick Jackson)                          | New Japan Pro-Wrestling Pro Wrestling Guerrilla Ring of Honor  |
| 2018 | The Young Bucks (Matt i Nick Jackson)                          | New Japan Pro-Wrestling Pro Wrestling Guerrilla Ring of Honor  |
| 2019 | Lucha Brothers (Pentagón Jr. i Rey Fénix)                      | All Elite Wrestling Impact Wrestling Lucha Libre AAA Worldwide |
| 2020 | The Young Bucks (Matt i Nick Jackson)                          | All Elite Wrestling                                            |
| 2021 | The Young Bucks (Matt i Nick Jackson)                          | All Elite Wrestling                                            |
| 2022 | FTR (Cash Wheeler i Dax Harwood)                               | All Elite Wrestling Ring of Honor                              |
| 2023 | FTR (Cash Wheeler i Dax Harwood)                               | All Elite Wrestling Ring of Honor                              |
| 2024 | The Young Bucks (Matt i Nick Jackson)                          | All Elite Wrestling                                            |

#### Najlepszy podczas wywiadów
| Rok  | Zawodnik                | Federacja                                               |
| ---- | ----------------------- | ------------------------------------------------------- |
| 1981 | Lou Albano Roddy Piper  | World Wrestling Federation; National Wrestling Alliance |
| 1982 | Roddy Piper             | National Wrestling Alliance                             |
| 1983 | Roddy Piper             | National Wrestling Alliance                             |
| 1984 | Jimmy Hart              | Continental Wrestling Association                       |
| 1985 | Jim Cornette            | Mid South Wrestling                                     |
| 1986 | Jim Cornette            | Jim Crockett Promotions                                 |
| 1987 | Jim Cornette            | Jim Crockett Promotions                                 |
| 1988 | Jim Cornette            | Jim Crockett Promotions                                 |
| 1989 | Terry Funk              | World Championship Wrestling                            |
| 1990 | Arn Anderson            | World Championship Wrestling                            |
| 1991 | Ric Flair               | World Championship Wrestling                            |
| 1992 | Ric Flair               | World Wrestling Federation                              |
| 1993 | Jim Cornette            | Smoky Mountain Wrestling                                |
| 1994 | Ric Flair               | World Championship Wrestling                            |
| 1995 | Cactus Jack             | Extreme Championship Wrestling                          |
| 1996 | Stone Cold Steve Austin | World Wrestling Federation                              |
| 1997 | Stone Cold Steve Austin | World Wrestling Federation                              |
| 1998 | Stone Cold Steve Austin | World Wrestling Federation                              |
| 1999 | The Rock                | World Wrestling Federation                              |
| 2000 | The Rock                | World Wrestling Federation                              |
| 2001 | Stone Cold Steve Austin | World Wrestling Federation                              |
| 2002 | Kurt Angle              | World Wrestling Entertainment                           |
| 2003 | Chris Jericho           | World Wrestling Entertainment                           |
| 2004 | Mick Foley              | World Wrestling Entertainment Hustle Ring of Honor      |
| 2005 | Eddie Guerrero          | World Wrestling Entertainment                           |
| 2006 | Mick Foley              | World Wrestling Entertainment                           |
| 2007 | John Cena               | World Wrestling Entertainment                           |
| 2008 | Chris Jericho           | World Wrestling Entertainment                           |
| 2009 | Chris Jericho           | World Wrestling Entertainment                           |
| 2010 | Chael Sonnen            | Ultimate Fighting Championship                          |
| 2011 | CM Punk                 | WWE                                                     |
| 2012 | CM Punk                 | WWE                                                     |
| 2013 | Paul Heyman             | WWE                                                     |
| 2014 | Paul Heyman             | WWE                                                     |
| 2015 | Conor McGregor          | Ultimate Fighting Championship                          |
| 2016 | Conor McGregor          | Ultimate Fighting Championship                          |
| 2017 | Conor McGregor          | Ultimate Fighting Championship                          |
| 2018 | Daniel Bryan            | WWE                                                     |
| 2019 | Chris Jericho           | All Elite Wrestling New Japan Pro-Wrestling             |
| 2020 | Eddie Kingston          | All Elite Wrestling                                     |
| 2021 | MJF                     | All Elite Wrestling                                     |
| 2022 | MJF                     | All Elite Wrestling                                     |
| 2023 | Eddie Kingston          | All Elite Wrestling                                     |
| 2024 | Drew McIntyre           | WWE                                                     |

#### Najlepsza federacja
| Rok  | Federacja                            |
| ---- | ------------------------------------ |
| 1983 | Jim Crockett Promotions              |
| 1984 | New Japan Pro-Wrestling              |
| 1985 | All Japan Pro Wrestling              |
| 1986 | Mid South Wrestling                  |
| 1987 | New Japan Pro-Wrestling              |
| 1988 | New Japan Pro-Wrestling              |
| 1989 | Universal Wrestling Federation       |
| 1990 | All Japan Pro Wrestling              |
| 1991 | All Japan Pro Wrestling              |
| 1992 | New Japan Pro-Wrestling              |
| 1993 | All Japan Pro Wrestling              |
| 1994 | Asistencia Asesoría y Administración |
| 1995 | New Japan Pro-Wrestling              |
| 1996 | New Japan Pro-Wrestling              |
| 1997 | New Japan Pro-Wrestling              |
| 1998 | New Japan Pro-Wrestling              |
| 1999 | World Wrestling Federation           |
| 2000 | World Wrestling Federation           |
| 2001 | Pride Fighting Championships         |
| 2002 | Pride Fighting Championships         |
| 2003 | Pride Fighting Championships         |
| 2004 | Pro Wrestling Noah                   |
| 2005 | Pro Wrestling Noah                   |
| 2006 | Ultimate Fighting Championship       |
| 2007 | Ultimate Fighting Championship       |
| 2008 | Ultimate Fighting Championship       |
| 2009 | Ultimate Fighting Championship       |
| 2010 | Ultimate Fighting Championship       |
| 2011 | Ultimate Fighting Championship       |
| 2012 | New Japan Pro-Wrestling              |
| 2013 | New Japan Pro-Wrestling              |
| 2014 | New Japan Pro-Wrestling              |
| 2015 | New Japan Pro-Wrestling              |
| 2016 | New Japan Pro-Wrestling              |
| 2017 | New Japan Pro-Wrestling              |
| 2018 | New Japan Pro-Wrestling              |
| 2019 | New Japan Pro-Wrestling              |
| 2020 | All Elite Wrestling                  |
| 2021 | All Elite Wrestling                  |
| 2022 | All Elite Wrestling                  |
| 2023 | WWE                                  |
| 2024 | WWE                                  |

#### Najlepszy cotygodniowy program telewizyjny
| Rok  | Program                              | Federacja                         |
| ---- | ------------------------------------ | --------------------------------- |
| 1983 | World Pro-Wrestling                  | New Japan Pro-Wrestling           |
| 1984 | World Pro-Wrestling                  | New Japan Pro-Wrestling           |
| 1985 | Mid South Wrestling                  | Mid-South Wrestling               |
| 1986 | Universal Wrestling Federation       | Universal Wrestling Federation    |
| 1987 | CWA 90 Minute Memphis Live Wrestling | Continental Wrestling Association |
| 1988 | World Pro-Wrestling                  | New Japan Pro-Wrestling           |
| 1989 | All Japan Pro Wrestling              | All Japan Pro Wrestling           |
| 1990 | All Japan Pro Wrestling              | All Japan Pro Wrestling           |
| 1991 | All Japan Pro Wrestling              | All Japan Pro Wrestling           |
| 1992 | All Japan Pro Wrestling              | All Japan Pro Wrestling           |
| 1993 | All Japan Pro Wrestling              | All Japan Pro Wrestling           |
| 1994 | Hardcore TV                          | Extreme Championship Wrestling    |
| 1995 | Hardcore TV                          | Extreme Championship Wrestling    |
| 1996 | Hardcore TV                          | Extreme Championship Wrestling    |
| 1997 | World Pro Wrestling                  | New Japan Pro-Wrestling           |
| 1998 | Raw is War                           | World Wrestling Federation        |
| 1999 | Raw is War                           | World Wrestling Federation        |
| 2000 | Raw is War                           | World Wrestling Federation        |
| 2001 | World Pro-Wrestling                  | New Japan Pro-Wrestling           |
| 2002 | SmackDown!                           | World Wrestling Entertainment     |
| 2003 | Power Hours                          | Pro Wrestling Noah                |
| 2004 | Monday Night Raw                     | World Wrestling Entertainment     |
| 2005 | The Ultimate Fighter                 | Ultimate Fighting Championship    |
| 2006 | The Ultimate Fighter                 | Ultimate Fighting Championship    |
| 2007 | The Ultimate Fighter                 | Ultimate Fighting Championship    |
| 2008 | The Ultimate Fighter                 | Ultimate Fighting Championship    |
| 2009 | Friday Night SmackDown               | World Wrestling Entertainment     |
| 2010 | Ring of Honor Wrestling              | Ring of Honor                     |
| 2011 | Friday Night SmackDown               | WWE                               |
| 2012 | Impact Wrestling                     | Total Nonstop Action Wrestling    |
| 2013 | NXT                                  | WWE                               |
| 2014 | NXT                                  | WWE                               |
| 2015 | NXT                                  | WWE                               |
| 2016 | New Japan Pro-Wrestling na AXS       | New Japan Pro-Wrestling           |
| 2017 | New Japan Pro-Wrestling na AXS       | New Japan Pro-Wrestling           |
| 2018 | NXT                                  | WWE                               |
| 2019 | Dynamite                             | All Elite Wrestling               |
| 2020 | Dynamite                             | All Elite Wrestling               |
| 2021 | Dynamite                             | All Elite Wrestling               |
| 2022 | Dynamite                             | All Elite Wrestling               |
| 2023 | Dynamite                             | All Elite Wrestling               |
| 2024 | Dynamite                             | All Elite Wrestling               |

#### Najlepsza walka w wrestlingu
| Rok  | Walka                                                                               | Federacja                          | Informacje o walce                                  |
| ---- | ----------------------------------------------------------------------------------- | ---------------------------------- | --------------------------------------------------- |
| 1980 | Bob Backlund vs. Ken Patera Texas Death match                                       | World Wrestling Federation         | WWF on MSG Network Nowy Jork 19 maja                |
| 1981 | Pat Patterson vs. Sgt. Slaughter Alley Fight                                        | World Wrestling Federation         | WWF on MSG Network Nowy Jork 4 maja                 |
| 1982 | Tiger Mask vs. Dynamite Kid                                                         | New Japan Pro-Wrestling            | Summer Fight Series II Night 19 Tokio 5 sierpnia    |
| 1983 | Ricky Steamboat i Jay Youngblood vs. Sgt. Slaughter i Don Kernodle Steel Cage match | Jim Crockett Promotions            | The Final Conflict Greensboro 12 marca              |
| 1984 | The Freebirds vs. The Von Erichs Anything Goes match                                | World Class Championship Wrestling | Independence Day Star Wars Fort Worth 4 lipca       |
| 1985 | Tiger Mask II vs. Kuniaki Kobayashi                                                 | All Japan Pro Wrestling            | AJPW Special Wars in Budokan Tokio 21 czerwca       |
| 1986 | Ric Flair vs. Barry Windham                                                         | Jim Crockett Promotions            | Battle of the Belts II Orlando 14 lutego            |
| 1987 | Ricky Steamboat vs. Randy Savage                                                    | World Wrestling Federation         | WrestleMania III Pontiac 29 marca                   |
| 1988 | Sting vs. Ric Flair                                                                 | Jim Crockett Promotions            | Clash of the Champions I Greensboro 27 marca        |
| 1989 | Ricky Steamboat vs. Ric Flair Two out of Three Falls match                          | World Championship Wrestling       | Clash of the Champions VI Nowy Orlean 2 kwietnia    |
| 1990 | Jushin Thunder Liger vs. Naoki Sano                                                 | New Japan Pro-Wrestling            | New Spring Gold Series Osaka 31 stycznia            |
| 1991 | Hiroshi Hase i Kensuke Sasaki vs. Steiner Brothers                                  | New Japan Pro-Wrestling            | Starrcade in Tokyo Dome Tokio 21 marca              |
| 1992 | Kenta Kobashi i Tsuyoshi Kikuchi vs. Doug Furnas i Dan Kroffat                      | All Japan Pro Wrestling            | Super Power Series Night 8 Sendai 25 maja           |
| 1993 | Manami Toyota i Toshiyo Yamada vs. Dynamite Kansai i Mayumi Ozaki                   | All Japan Women’s Pro Wrestling    | Dream Slam II Osaka 21 kwietnia                     |
| 1994 | Razor Ramon vs. Shawn Michaels Ladder match                                         | World Wrestling Federation         | WrestleMania X Nowy Jork 20 marca                   |
| 1995 | Manami Toyota vs. Kyoko Inoue                                                       | All Japan Women’s Pro Wrestling    | G*Top 2nd Tokio 7 maja                              |
| 1996 | Mitsuharu Misawa i Jun Akiyama vs. Steve Williams i Johnny Ace                      | All Japan Pro Wrestling            | Super Power Series Night 15 Tokio 7 czerwca         |
| 1997 | Bret Hart vs. Stone Cold Steve Austin Submission match                              | World Wrestling Federation         | WrestleMania 13 Rosemont 23 marca                   |
| 1998 | Kenta Kobashi vs. Mitsuharu Misawa                                                  | All Japan Pro Wrestling            | October Giant Series Night 18 Tokio 31 października |
| 1999 | Kenta Kobashi vs. Mitsuharu Misawa                                                  | All Japan Pro Wrestling            | Super Power Series Night 14 Tokio 11 czerwca        |
| 2000 | Atlantis vs. Villano III                                                            | Consejo Mundial de Lucha Libre     | Juicio Final Meksyk 17 marca                        |
| 2001 | Keiji Mutoh vs. Genichiro Tenryu                                                    | All Japan Pro Wrestling            | Super Power in Budokan Tokio 8 czerwca              |
| 2002 | Kurt Angle i Chris Benoit vs. Edge i Rey Mysterio                                   | World Wrestling Entertainment      | No Mercy North Little Rock 20 października          |
| 2003 | Kenta Kobashi vs. Mitsuharu Misawa                                                  | Pro Wrestling Noah                 | Navigate for Evolution Night 9 Tokio 1 marca        |
| 2004 | Kenta Kobashi vs. Jun Akiyama                                                       | Pro Wrestling Noah                 | Departure Tokio 10 lipca                            |
| 2005 | Kenta Kobashi vs. Samoa Joe                                                         | Ring of Honor                      | Joe vs. Kobashi Nowy Jork 1 października            |
| 2006 | Dragon Kid, Ryo Saito i Genki Horiguchi vs. Cima, Masato Yoshino i Naruki Doi       | Ring of Honor                      | Supercard of Honor Chicago Ridge 31 marca           |
| 2007 | Takeshi Morishima vs. Bryan Danielson                                               | Ring of Honor                      | Manhattan Mayhem II Nowy Jork 25 sierpnia           |
| 2008 | Chris Jericho vs. Shawn Michaels Ladder match                                       | World Wrestling Entertainment      | No Mercy Portland 5 października                    |
| 2009 | The Undertaker vs. Shawn Michaels                                                   | World Wrestling Entertainment      | WrestleMania XXV Houston 5 kwietnia                 |
| 2010 | The Undertaker vs. Shawn Michaels                                                   | World Wrestling Entertainment      | WrestleMania XXVI Glendale 28 marca                 |
| 2011 | CM Punk vs. John Cena                                                               | World Wrestling Entertainment      | Money in the Bank Rosemont 17 lipca                 |
| 2012 | Hiroshi Tanahashi vs. Minoru Suzuki                                                 | New Japan Pro-Wrestling            | King of Pro-Wrestling Tokio 8 października          |
| 2013 | Hiroshi Tanahashi vs. Kazuchika Okada                                               | New Japan Pro-Wrestling            | Invasion Attack Tokio 7 kwietnia                    |
| 2014 | AJ Styles vs. Minoru Suzuki                                                         | New Japan Pro-Wrestling            | G1 Climax 24 Night 7 Tokio 1 kwietnia               |
| 2015 | Shinsuke Nakamura vs. Kōta Ibushi                                                   | New Japan Pro-Wrestling            | Wrestle Kingdom 9 Tokio 4 stycznia                  |
| 2016 | Kazuchika Okada vs. Hiroshi Tanahashi                                               | New Japan Pro-Wrestling            | Wrestle Kingdom 10 Tokio 4 stycznia                 |
| 2017 | Kazuchika Okada vs. Kenny Omega                                                     | New Japan Pro-Wrestling            | Wrestle Kingdom 11 Tokio 4 stycznia                 |
| 2018 | Kenny Omega vs. Kazuchika Okada Two out of three falls match                        | New Japan Pro-Wrestling            | Dominion 6.9 in Osaka-Jo Hall Osaka 9 czerwca       |
| 2019 | Will Ospreay vs. Shingo Takagi                                                      | New Japan Pro-Wrestling            | Best of the Super Juniors 26 Final Tokio 5 czerwca  |
| 2020 | Kenny Omega i Adam Page vs. Matt Jackson i Nick Jackson                             | All Elite Wrestling                | Revolution Chicago 29 lutego                        |
| 2021 | Matt Jackson i Nick Jackson vs. Penta El Zero Miedo i Rey Fénix Steel Cage match    | All Elite Wrestling                | All Out Chicago 5 września                          |
| 2022 | Kazuchika Okada vs. Will Ospreay                                                    | New Japan Pro-Wrestling            | G1 Climax 32 Final Tokio 18 sierpnia                |
| 2023 | Will Ospreay vs. Kenny Omega                                                        | New Japan Pro-Wrestling            | Wrestle Kingdom 17 Tokio 4 stycznia                 |
| 2024 | Will Ospreay vs. Bryan Danielson                                                    | All Elite Wrestling                | Dynasty St. Louis 21 kwietnia                       |

#### Najlepsza walka MMA
| Rok  | Walka                                     | Federacja                      | Informacje o walce                                        |
| ---- | ----------------------------------------- | ------------------------------ | --------------------------------------------------------- |
| 1997 | Maurice Smith vs. Mark Coleman            | Ultimate Fighting Championship | UFC 14 Birmingham 27 lipca                                |
| 1998 | Jerry Bohlander vs. Kevin Jackson         | Ultimate Fighting Championship | UFC 16 Nowy Orlean 13 marca                               |
| 1999 | Frank Shamrock vs. Tito Ortiz             | Ultimate Fighting Championship | UFC 22 Lake Charles 24 września                           |
| 2000 | Kazushi Sakuraba vs. Royce Gracie         | Pride Fighting Championships   | Pride Grand Prix 2000 Finals Tokio 1 maja                 |
| 2001 | Randy Couture vs. Pedro Rizzo             | Ultimate Fighting Championship | UFC 31 Atlantic City 4 maja                               |
| 2002 | Don Frye vs. Yoshihiro Takayama           | Pride Fighting Championships   | Pride 21 Saitama 23 czerwca                               |
| 2003 | Wanderlei Silva vs. Hidehiko Yoshida      | Pride Fighting Championships   | Pride Final Conflict 2003 Tokio 9 listopada               |
| 2004 | Wanderlei Silva vs. Quinton Jackson       | Pride Fighting Championships   | Pride 28 Saitama 31 października                          |
| 2005 | Forrest Griffin vs. Stephan Bonnar        | Ultimate Fighting Championship | The Ultimate Fighter 1 Finale Las Vegas 9 kwietnia        |
| 2006 | Diego Sanchez vs. Karo Parizjan           | Ultimate Fighting Championship | UFC Fight Night 6 Las Vegas 17 sierpnia                   |
| 2007 | Randy Couture vs. Tim Sylvia              | Ultimate Fighting Championship | UFC 68 Columbus 3 marca                                   |
| 2008 | Forrest Griffin vs. Quinton Jackson       | Ultimate Fighting Championship | UFC 86 Las Vegas 5 lipca                                  |
| 2009 | Diego Sanchez vs. Clay Guida              | Ultimate Fighting Championship | The Ultimate Fighter 9 Finale Las Vegas 20 czerwca        |
| 2010 | Leonard Garcia vs. Jung Chan-sung         | World Extreme Cagefighting     | WEC 48 Sacramento 24 kwietnia                             |
| 2011 | Dan Henderson vs. Shogun Rua              | Ultimate Fighting Championship | UFC 139 San Jose 19 listopada                             |
| 2012 | Jung Chan-sung vs. Dustin Poirier         | Ultimate Fighting Championship | UFC on Fuel TV: Korean Zombie vs. Poirier Fairfax 15 maja |
| 2013 | Gilbert Melendez vs. Diego Sanchez        | Ultimate Fighting Championship | UFC 166 Houston 19 października                           |
| 2014 | Johny Hendricks vs. Robbie Lawler         | Ultimate Fighting Championship | UFC 171 Dallas 15 marca                                   |
| 2015 | Robbie Lawler vs. Rory MacDonald          | Ultimate Fighting Championship | UFC 189 Las Vegas 11 lipca                                |
| 2016 | Robbie Lawler vs. Carlos Condit           | Ultimate Fighting Championship | UFC 195 Las Vegas 2 Stycznia                              |
| 2017 | Cub Swanson vs. Doo Ho Choi               | Ultimate Fighting Championship | UFC 206 Toronto 10 Grudnia                                |
| 2018 | Dustin Poirier vs. Justin Gaethje         | Ultimate Fighting Championship | UFC on Fox: Poirier vs. Gaethje Glendale 14 kwietnia      |
| 2019 | Israel Adesanya vs. Kelvin Gastelum       | Ultimate Fighting Championship | UFC 236 Atlanta 13 kwietnia                               |
| 2020 | Zhang Weili vs. Joanna Jędrzejczyk        | Ultimate Fighting Championship | UFC 248 Las Vegas 7 marca                                 |
| 2021 | Justin Gaethje vs. Michael Chandler       | Ultimate Fighting Championship | UFC 268 Nowy Jork 6 listopada                             |
| 2022 | Jiří Procházka vs. Glover Teixeira        | Ultimate Fighting Championship | UFC 275 Singapur 11 czerwca                               |
| 2023 | Alexander Volkanovski vs. Isłam Machaczew | Ultimate Fighting Championship | UFC 284 Perth 12 lutego                                   |
| 2024 | Max Holloway vs. Justin Gaethje           | Ultimate Fighting Championship | UFC 300 Las Vegas 13 kwietnia                             |

### Nagrody "Category B"

#### MVP USA/Kanady
| Rok  | Zawodnik      | Federacja                                   |
| ---- | ------------- | ------------------------------------------- |
| 2018 | AJ Styles     | WWE                                         |
| 2019 | Chris Jericho | All Elite Wrestling New Japan Pro-Wrestling |
| 2020 | Jon Moxley    | All Elite Wrestling New Japan Pro-Wrestling |
| 2021 | Kenny Omega   | All Elite Wrestling                         |
| 2022 | Jon Moxley    | All Elite Wrestling                         |
| 2023 | Cody Rhodes   | WWE                                         |
| 2024 | Cody Rhodes   | WWE                                         |

#### MVP Japonii (Nagroda Koichiego Yoshizawy)
| Rok  | Zawodnik        | Federacja               |
| ---- | --------------- | ----------------------- |
| 2018 | Kenny Omega     | New Japan Pro-Wrestling |
| 2019 | Kazuchika Okada | New Japan Pro-Wrestling |
| 2020 | Tetsuya Naito   | New Japan Pro-Wrestling |
| 2021 | Shingo Takagi   | New Japan Pro-Wrestling |
| 2022 | Kazuchika Okada | New Japan Pro-Wrestling |
| 2023 | Will Ospreay    | New Japan Pro-Wrestling |
| 2024 | Zack Sabre Jr.  | New Japan Pro-Wrestling |

#### MVP Meksyku
| Rok  | Zawodnik            | Federacja                                                      |
| ---- | ------------------- | -------------------------------------------------------------- |
| 2018 | L.A. Park           | Consejo Mundial de Lucha Libre Lucha Libre AAA Worldwide       |
| 2019 | Rey Fénix           | All Elite Wrestling Impact Wrestling Lucha Libre AAA Worldwide |
| 2020 | Rey Fénix           | All Elite Wrestling Lucha Libre AAA Worldwide                  |
| 2021 | El Hijo del Vikingo | Lucha Libre AAA Worldwide                                      |
| 2022 | El Hijo del Vikingo | Lucha Libre AAA Worldwide                                      |
| 2023 | Místico             | Consejo Mundial de Lucha Libre                                 |
| 2024 | Místico             | Consejo Mundial de Lucha Libre                                 |

#### MVP Europy
| Rok  | Zawodnik     | Federacja                                                           |
| ---- | ------------ | ------------------------------------------------------------------- |
| 2018 | Walter       | Over the Top Wrestling Progress Wrestling Westside Xtreme Wrestling |
| 2019 | Walter       | WWE                                                                 |
| 2020 | Walter       | WWE                                                                 |
| 2021 | Will Ospreay | Revolution Pro Wrestling New Japan Pro-Wrestling                    |
| 2022 | Will Ospreay | Revolution Pro Wrestling New Japan Pro-Wrestling                    |
| 2023 | Will Ospreay | Revolution Pro Wrestling New Japan Pro-Wrestling                    |
| 2024 | Michael Oku  | Revolution Pro Wrestling                                            |

#### MVP Non-Heavyweight (Nagroda Pamięci Danny’ego Hodge’a)
| Rok  | Zawodnik            | Federacja                                                                         |
| ---- | ------------------- | --------------------------------------------------------------------------------- |
| 2018 | Will Ospreay        | New Japan Pro-Wrestling Progress Wrestling Revolution Pro Wrestling Ring of Honor |
| 2019 | Will Ospreay        | New Japan Pro-Wrestling Progress Wrestling Revolution Pro Wrestling Ring of Honor |
| 2020 | Hiromu Takahashi    | New Japan Pro-Wrestling                                                           |
| 2021 | Darby Allin         | All Elite Wrestling                                                               |
| 2022 | El Hijo del Vikingo | Lucha Libre AAA Worldwide                                                         |
| 2023 | El Hijo del Vikingo | Lucha Libre AAA Worldwide                                                         |
| 2024 | Darby Allin         | All Elite Wrestling                                                               |

#### MVP Kobiet
| Rok  | Zawodnik           | Federacja                 |
| ---- | ------------------ | ------------------------- |
| 2018 | Becky Lynch        | WWE                       |
| 2019 | Becky Lynch        | WWE                       |
| 2020 | Bayley             | WWE                       |
| 2021 | Utami Hayashishita | World Wonder Ring Stardom |
| 2022 | Syuri              | World Wonder Ring Stardom |
| 2023 | Rhea Ripley        | WWE                       |
| 2024 | Sareee             | Sareee-ISM Sukeban        |

#### MVP Kobiet MMA
| Rok  | Zawodnik       | Federacja                      |
| ---- | -------------- | ------------------------------ |
| 2018 | Amanda Nunes   | Ultimate Fighting Championship |
| 2019 | Amanda Nunes   | Ultimate Fighting Championship |
| 2020 | Amanda Nunes   | Ultimate Fighting Championship |
| 2021 | Rose Namajunas | Ultimate Fighting Championship |
| 2022 | Zhang Weili    | Ultimate Fighting Championship |
| 2023 | Alexa Grasso   | Ultimate Fighting Championship |
| 2024 | Zhang Weili    | Ultimate Fighting Championship |

#### Największydraw
| Rok  | Zawodnik                    | Federacja                                                |
| ---- | --------------------------- | -------------------------------------------------------- |
| 1997 | Hollywood Hogan             | World Championship Wrestling                             |
| 1998 | Stone Cold Steve Austin     | World Wrestling Federation                               |
| 1999 | Stone Cold Steve Austin     | World Wrestling Federation                               |
| 2000 | The Rock                    | World Wrestling Federation                               |
| 2001 | Kazushi Sakuraba            | Pride Fighting Championships                             |
| 2002 | Bob Sapp                    | K-1 Pride Fighting Championships New Japan Pro-Wrestling |
| 2003 | Bob Sapp                    | K-1 Pride Fighting Championships New Japan Pro-Wrestling |
| 2004 | Kenta Kobashi               | Pro Wrestling Noah                                       |
| 2005 | Kenta Kobashi               | Pro Wrestling Noah                                       |
| 2006 | Místico                     | Consejo Mundial de Lucha Libre                           |
| 2007 | John Cena                   | World Wrestling Entertainment                            |
| 2008 | Brock Lesnar                | Ultimate Fighting Championship                           |
| 2009 | Brock Lesnar                | Ultimate Fighting Championship                           |
| 2010 | Brock Lesnar                | Ultimate Fighting Championship                           |
| 2011 | The Rock                    | World Wrestling Entertainment                            |
| 2012 | The Rock                    | World Wrestling Entertainment                            |
| 2013 | Georges St-Pierre           | Ultimate Fighting Championship                           |
| 2014 | Ronda Rousey                | Ultimate Fighting Championship                           |
| 2015 | Ronda Rousey                | Ultimate Fighting Championship                           |
| 2016 | Connor McGregor             | Ultimate Fighting Championship                           |
| 2017 | Connor McGregor             | Ultimate Fighting Championship                           |
| 2018 | Connor McGregor             | Ultimate Fighting Championship                           |
| 2019 | Chris Jericho               | All Elite Wrestling New Japan Pro-Wrestling              |
| 2020 | Conor McGregor              | Ultimate Fighting Championship                           |
| 2021 | MMA: Conor McGregor         | Ultimate Fighting Championship                           |
| 2021 | Pro Wrestling: CM Punk      | All Elite Wrestling                                      |
| 2022 | MMA: Israel Adesanya        | Ultimate Fighting Championship                           |
| 2022 | Pro Wrestling: Roman Reigns | WWE                                                      |
| 2023 | MMA: Jon Jones              | Ultimate Fighting Championship                           |
| 2023 | Pro Wrestling: Roman Reigns | WWE                                                      |
| 2024 | MMA: Alex Pereira           | Ultimate Fighting Championship                           |
| 2024 | Pro Wrestling: Cody Rhodes  | WWE                                                      |

#### Najlepszyfeud
| Rok  | Feud                                                                           | Federacja                                                      |
| ---- | ------------------------------------------------------------------------------ | -------------------------------------------------------------- |
| 1980 | Bruno Sammartino vs. Larry Zbyszko                                             | World Wrestling Federation                                     |
| 1981 | André the Giant vs. Killer Khan                                                | World Wrestling Federation                                     |
| 1982 | Ted DiBiase vs. Junkyard Dog                                                   | Mid South Wrestling                                            |
| 1983 | The Freebirds vs. The Von Erichs                                               | World Class Championship Wrestling                             |
| 1984 | The Freebirds vs. The Von Erichs                                               | World Class Championship Wrestling National Wrestling Alliance |
| 1985 | Ted DiBiase vs. Jim Duggan                                                     | Mid South Wrestling                                            |
| 1986 | Hulk Hogan vs. Paul Orndorff                                                   | World Wrestling Federation                                     |
| 1987 | Austin Idol i Tommy Rich vs. Jerry Lawler                                      | Continental Wrestling Association                              |
| 1988 | The Fantastics vs. The Midnight Express                                        | Jim Crockett Promotions                                        |
| 1989 | Ric Flair vs. Terry Funk                                                       | World Championship Wrestling                                   |
| 1990 | Mitsuharu Misawa vs. Jumbo Tsuruta                                             | All Japan Pro Wrestling                                        |
| 1991 | Mitsuharu Misawa i firma vs. Jumbo Tsuruta i firma                             | All Japan Pro Wrestling                                        |
| 1992 | Jeff Jarrett i Jerry Lawler vs. The Moondogs                                   | United States Wrestling Association                            |
| 1993 | Bret Hart vs. Jerry Lawler                                                     | World Wrestling Federation                                     |
| 1994 | Los Gringos Locos vs. Asistencia Asesoría y Administración                     | Asistencia Asesoría y Administración                           |
| 1995 | Eddie Guerrero vs. Dean Malenko                                                | Extreme Championship Wrestling                                 |
| 1996 | New World Order vs. World Championship Wrestling                               | World Championship Wrestling                                   |
| 1997 | Stone Cold Steve Austin vs. The Hart Foundation                                | World Wrestling Federation                                     |
| 1998 | Stone Cold Steve Austin vs. Vince McMahon                                      | World Wrestling Federation                                     |
| 1999 | Stone Cold Steve Austin vs. Vince McMahon                                      | World Wrestling Federation                                     |
| 2000 | Mick Foley vs. Triple H                                                        | World Wrestling Federation                                     |
| 2001 | Kazushi Sakuraba vs. Wanderlei Silva                                           | Pride Fighting Championships                                   |
| 2002 | Tito Ortiz vs. Ken Shamrock                                                    | Ultimate Fighting Championship                                 |
| 2003 | Kurt Angle vs. Brock Lesnar                                                    | World Wrestling Entertainment                                  |
| 2004 | Chris Benoit vs. Shawn Michaels vs. Triple H                                   | World Wrestling Entertainment                                  |
| 2005 | Batista vs. Triple H                                                           | World Wrestling Entertainment                                  |
| 2006 | Tito Ortiz vs. Ken Shamrock                                                    | Ultimate Fighting Championship                                 |
| 2007 | Batista vs. The Undertaker                                                     | World Wrestling Entertainment                                  |
| 2008 | Chris Jericho vs. Shawn Michaels                                               | World Wrestling Entertainment                                  |
| 2009 | Jeff Hardy vs. CM Punk                                                         | World Wrestling Entertainment                                  |
| 2010 | El Generico vs. Kevin Steen                                                    | Ring of Honor                                                  |
| 2011 | John Cena vs. CM Punk                                                          | World Wrestling Entertainment                                  |
| 2012 | Hiroshi Tanahashi vs. Kazuchika Okada                                          | New Japan Pro-Wrestling                                        |
| 2013 | Hiroshi Tanahashi vs. Kazuchika Okada                                          | New Japan Pro-Wrestling                                        |
| 2014 | Jon Jones vs. Daniel Cormier                                                   | Ultimate Fighting Championship                                 |
| 2015 | José Aldo vs. Conor McGregor                                                   | Ultimate Fighting Championship                                 |
| 2016 | Conor McGregor vs. Nate Diaz                                                   | Ultimate Fighting Championship                                 |
| 2017 | Kazuchika Okada vs. Kenny Omega                                                | New Japan Pro-Wrestling                                        |
| 2018 | Johnny Gargano vs. Tommaso Ciampa                                              | WWE                                                            |
| 2019 | Adam Cole vs. Johnny Gargano                                                   | WWE                                                            |
| 2020 | Jon Moxley vs. Eddie Kingston                                                  | All Elite Wrestling                                            |
| 2021 | Kenny Omega vs. Adam Page                                                      | All Elite Wrestling                                            |
| 2022 | FTR (Cash Wheeler i Dax Harwood) vs. The Briscoes (Jay Briscoe i Mark Briscoe) | Ring of Honor                                                  |
| 2023 | Kevin Owens i Sami Zayn vs. The Bloodline                                      | WWE                                                            |
| 2024 | CM Punk vs. Drew McIntyre                                                      | WWE                                                            |

#### Największy progres
| Rok  | Zawodnik                 | Federacja                                                                             |
| ---- | ------------------------ | ------------------------------------------------------------------------------------- |
| 1980 | Larry Zbyszko            | World Wrestling Federation                                                            |
| 1981 | Adrian Adonis            | American Wrestling Association                                                        |
| 1982 | Jim Duggan               | Mid-South Wrestling                                                                   |
| 1983 | Curt Hennig              | American Wrestling Association Pacific Northwest Wrestling World Wrestling Federation |
| 1984 | The Cobra                | New Japan Pro-Wrestling Stampede Wrestling                                            |
| 1985 | Steve Williams           | Mid South Wrestling                                                                   |
| 1986 | Rick Steiner             | Mid South Wrestling                                                                   |
| 1987 | Big Bubba Rogers         | Universal Wrestling Federation                                                        |
| 1988 | Sting                    | Jim Crockett Promotions                                                               |
| 1989 | Lex Luger                | World Championship Wrestling                                                          |
| 1990 | Kenta Kobashi            | All Japan Pro Wrestling                                                               |
| 1991 | Dustin Rhodes            | World Championship Wrestling                                                          |
| 1992 | El Samurai               | New Japan Pro-Wrestling                                                               |
| 1993 | Tracy Smothers           | Smoky Mountain Wrestling                                                              |
| 1994 | Diesel                   | World Wrestling Federation                                                            |
| 1995 | Johnny B. Badd           | World Championship Wrestling                                                          |
| 1996 | Diamond Dallas Page      | World Championship Wrestling                                                          |
| 1997 | Tatsuhito Takaiwa        | New Japan Pro-Wrestling                                                               |
| 1998 | The Rock                 | World Wrestling Federation                                                            |
| 1999 | Vader                    | All Japan Pro Wrestling                                                               |
| 2000 | Kurt Angle               | World Wrestling Federation                                                            |
| 2001 | Keiji Mutoh              | All Japan Pro Wrestling                                                               |
| 2002 | Brock Lesnar             | World Wrestling Entertainment                                                         |
| 2003 | Brock Lesnar             | World Wrestling Entertainment                                                         |
| 2004 | Randy Orton              | World Wrestling Entertainment                                                         |
| 2005 | Roderick Strong          | Ring of Honor                                                                         |
| 2006 | Takeshi Morishima        | Pro Wrestling Noah                                                                    |
| 2007 | Montel Vontavious Porter | World Wrestling Entertainment                                                         |
| 2008 | The Miz                  | World Wrestling Entertainment                                                         |
| 2009 | The Miz                  | World Wrestling Entertainment                                                         |
| 2010 | Sheamus                  | World Wrestling Entertainment                                                         |
| 2011 | Dolph Ziggler            | World Wrestling Entertainment                                                         |
| 2012 | Kazuchika Okada          | New Japan Pro-Wrestling                                                               |
| 2013 | Roman Reigns             | WWE                                                                                   |
| 2014 | Rusev                    | WWE                                                                                   |
| 2015 | Bayley                   | WWE                                                                                   |
| 2016 | Matt Riddle              | Evolve Pro Wrestling Guerilla                                                         |
| 2017 | Braun Strowman           | WWE                                                                                   |
| 2018 | Adam Page                | New Japan Pro-Wrestling Ring of Honor                                                 |
| 2019 | Lance Archer             | New Japan Pro-Wrestling                                                               |
| 2020 | Britt Baker              | All Elite Wrestling                                                                   |
| 2021 | Tay Conti                | All Elite Wrestling                                                                   |
| 2022 | The Acclaimed            | All Elite Wrestling                                                                   |
| 2023 | Julia Hart               | All Elite Wrestling                                                                   |
| 2024 | Kyle Fletcher            | All Elite Wrestling                                                                   |

#### Najbardziej charyzmatyczny
| Rok  | Zawodnik                | Federacja                                               |
| ---- | ----------------------- | ------------------------------------------------------- |
| 1980 | Ric Flair               | National Wrestling Alliance                             |
| 1981 | Michael Hayes           | World Class Championship Wrestling                      |
| 1982 | Ric Flair Dusty Rhodes  | National Wrestling Alliance                             |
| 1983 | Ric Flair               | National Wrestling Alliance                             |
| 1984 | Ric Flair               | National Wrestling Alliance                             |
| 1985 | Hulk Hogan              | World Wrestling Federation                              |
| 1986 | Hulk Hogan              | World Wrestling Federation                              |
| 1987 | Hulk Hogan              | World Wrestling Federation                              |
| 1988 | Sting                   | World Championship Wrestling                            |
| 1989 | Hulk Hogan              | World Wrestling Federation                              |
| 1990 | Hulk Hogan              | World Wrestling Federation                              |
| 1991 | Hulk Hogan              | World Wrestling Federation                              |
| 1992 | Sting                   | World Championship Wrestling                            |
| 1993 | Ric Flair               | World Wrestling Federation World Championship Wrestling |
| 1994 | Atsushi Onita           | Frontier Martial-Arts Wrestling                         |
| 1995 | Shawn Michaels          | World Wrestling Federation                              |
| 1996 | Shawn Michaels          | World Wrestling Federation                              |
| 1997 | Stone Cold Steve Austin | World Wrestling Federation                              |
| 1998 | Stone Cold Steve Austin | World Wrestling Federation                              |
| 1999 | The Rock                | World Wrestling Federation                              |
| 2000 | The Rock                | World Wrestling Federation                              |
| 2001 | The Rock                | World Wrestling Federation                              |
| 2002 | The Rock                | World Wrestling Entertainment                           |
| 2003 | Bob Sapp                | New Japan Pro-Wrestling K-1                             |
| 2004 | Eddie Guerrero          | World Wrestling Entertainment                           |
| 2005 | Eddie Guerrero          | World Wrestling Entertainment                           |
| 2006 | John Cena               | World Wrestling Entertainment                           |
| 2007 | John Cena               | World Wrestling Entertainment                           |
| 2008 | John Cena               | World Wrestling Entertainment                           |
| 2009 | John Cena               | World Wrestling Entertainment                           |
| 2010 | John Cena               | World Wrestling Entertainment                           |
| 2011 | The Rock                | World Wrestling Entertainment                           |
| 2012 | The Rock                | World Wrestling Entertainment                           |
| 2013 | Hiroshi Tanahashi       | New Japan Pro-Wrestling                                 |
| 2014 | Shinsuke Nakamura       | New Japan Pro-Wrestling                                 |
| 2015 | Shinsuke Nakamura       | New Japan Pro-Wrestling                                 |
| 2016 | Connor McGregor         | Ultimate Fighting Championship                          |
| 2017 | Tetsuya Naito           | New Japan Pro-Wrestling                                 |
| 2018 | Tetsuya Naito           | New Japan Pro-Wrestling                                 |
| 2019 | Chris Jericho           | All Elite Wrestling New Japan Pro-Wrestling             |
| 2020 | MJF                     | All Elite Wrestling                                     |
| 2021 | CM Punk                 | All Elite Wrestling                                     |
| 2022 | MJF                     | All Elite Wrestling                                     |
| 2023 | MJF                     | All Elite Wrestling                                     |
| 2024 | The Rock                | WWE                                                     |

#### Najlepszy technicznie wrestler (Nagroda Bryana Danielsona)
| Rok  | Zawodnik                     | Federacja                                                                                   |
| ---- | ---------------------------- | ------------------------------------------------------------------------------------------- |
| 1980 | Bob Backlund                 | World Wrestling Federation                                                                  |
| 1981 | Ted DiBiase                  | Mid South Wrestling                                                                         |
| 1982 | Tiger Mask                   | New Japan Pro-Wrestling World Wrestling Federation                                          |
| 1983 | Tiger Mask                   | New Japan Pro-Wrestling World Wrestling Federation                                          |
| 1984 | Dynamite Kid                 | Stampede Wrestling New Japan Pro-Wrestling World Wrestling Federation                       |
| 1984 | Masa Saito                   | American Wrestling Association New Japan Pro-Wrestling                                      |
| 1985 | Tatsumi Fujinami             | New Japan Pro-Wrestling World Wrestling Federation                                          |
| 1986 | Tatsumi Fujinami             | New Japan Pro-Wrestling World Wrestling Federation                                          |
| 1987 | Nobuhiko Takada              | Universal Wrestling Federation                                                              |
| 1988 | Tatsumi Fujinami             | New Japan Pro-Wrestling                                                                     |
| 1989 | Jushin Thunder Liger         | New Japan Pro-Wrestling                                                                     |
| 1990 | Jushin Thunder Liger         | New Japan Pro-Wrestling                                                                     |
| 1991 | Jushin Thunder Liger         | New Japan Pro-Wrestling                                                                     |
| 1992 | Jushin Thunder Liger         | New Japan Pro-Wrestling                                                                     |
| 1993 | Hiroshi Hase                 | New Japan Pro-Wrestling                                                                     |
| 1994 | Chris Benoit                 | Extreme Championship Wrestling New Japan Pro-Wrestling                                      |
| 1995 | Chris Benoit                 | Extreme Championship Wrestling New Japan Pro-Wrestling World Championship Wrestling         |
| 1996 | Dean Malenko                 | World Championship Wrestling New Japan Pro-Wrestling                                        |
| 1997 | Dean Malenko                 | World Championship Wrestling New Japan Pro-Wrestling                                        |
| 1998 | Kiyoshi Tamura               | Pride Fighting Championships                                                                |
| 1999 | Shinjiro Otani               | New Japan Pro-Wrestling                                                                     |
| 2000 | Chris Benoit                 | World Wrestling Federation World Championship Wrestling                                     |
| 2001 | Minoru Tanaka                | New Japan Pro-Wrestling                                                                     |
| 2002 | Kurt Angle                   | World Wrestling Entertainment                                                               |
| 2003 | Chris Benoit                 | World Wrestling Entertainment                                                               |
| 2004 | Chris Benoit                 | World Wrestling Entertainment                                                               |
| 2005 | Bryan Danielson/Daniel Bryan | Ring of Honor                                                                               |
| 2006 | Bryan Danielson/Daniel Bryan | Ring of Honor                                                                               |
| 2007 | Bryan Danielson/Daniel Bryan | Ring of Honor                                                                               |
| 2008 | Bryan Danielson/Daniel Bryan | Ring of Honor                                                                               |
| 2009 | Bryan Danielson/Daniel Bryan | Ring of Honor Dragon Gate USA                                                               |
| 2010 | Bryan Danielson/Daniel Bryan | World Wrestling Entertainment Evolve Dragon Gate USA Chikara                                |
| 2011 | Bryan Danielson/Daniel Bryan | WWE                                                                                         |
| 2012 | Bryan Danielson/Daniel Bryan | WWE                                                                                         |
| 2013 | Bryan Danielson/Daniel Bryan | WWE                                                                                         |
| 2014 | Zack Sabre Jr.               | Pro Wrestling Noah Pro Wrestling Guerrilla Progress WrestlingWestside Xtreme Wrestling      |
| 2015 | Zack Sabre Jr.               | Pro Wrestling Noah Pro Wrestling Guerrilla Progress WrestlingWestside Xtreme Wrestling      |
| 2016 | Zack Sabre Jr.               | Pro Wrestling Noah Pro Wrestling Guerrilla Progress WrestlingWestside Xtreme Wrestling WWE  |
| 2017 | Zack Sabre Jr.               | Progress Wrestling New Japan Pro-Wrestling Pro Wrestling Guerrilla Revolution Pro Wrestling |
| 2018 | Zack Sabre Jr.               | Progress Wrestling New Japan Pro-Wrestling Pro Wrestling Guerrilla Revolution Pro Wrestling |
| 2019 | Zack Sabre Jr.               | New Japan Pro-Wrestling Revolution Pro Wrestling                                            |
| 2020 | Zack Sabre Jr.               | New Japan Pro-Wrestling                                                                     |
| 2021 | Daniel Bryan/Bryan Danielson | WWE All Elite Wrestling                                                                     |
| 2022 | Daniel Bryan/Bryan Danielson | All Elite Wrestling                                                                         |
| 2023 | Daniel Bryan/Bryan Danielson | All Elite Wrestling                                                                         |
| 2024 | Zack Sabre Jr.               | New Japan Pro-Wrestling                                                                     |

#### Najlepszybrawler(Nagroda Pamięci Bruisera Brody’ego)
| Rok  | Zawodnik                       | Federacja                                                                   |
| ---- | ------------------------------ | --------------------------------------------------------------------------- |
| 1980 | Bruiser Brody                  | World Wrestling Council                                                     |
| 1981 | Bruiser Brody                  | World Wrestling Council                                                     |
| 1982 | Bruiser Brody                  | World Wrestling Council                                                     |
| 1983 | Bruiser Brody                  | World Wrestling Council                                                     |
| 1984 | Bruiser Brody                  | World Wrestling Council All Japan Pro Wrestling                             |
| 1985 | Stan Hansen                    | All Japan Pro Wrestling National Wrestling Alliance                         |
| 1986 | Terry Gordy                    | All Japan Pro Wrestling Jim Crockett Promotions                             |
| 1987 | Bruiser Brody                  | World Wrestling Council                                                     |
| 1988 | Bruiser Brody                  | World Wrestling Council                                                     |
| 1989 | Terry Funk                     | World Championship Wrestling                                                |
| 1990 | Stan Hansen                    | All Japan Pro Wrestling                                                     |
| 1991 | Cactus Jack/Mankind/Mick Foley | World Championship Wrestling                                                |
| 1992 | Cactus Jack/Mankind/Mick Foley | World Championship Wrestling                                                |
| 1993 | Cactus Jack/Mankind/Mick Foley | World Championship Wrestling Extreme Championship Wrestling                 |
| 1994 | Cactus Jack/Mankind/Mick Foley | Extreme Championship Wrestling International Wrestling Association of Japan |
| 1995 | Cactus Jack/Mankind/Mick Foley | Extreme Championship Wrestling International Wrestling Association of Japan |
| 1996 | Cactus Jack/Mankind/Mick Foley | World Wrestling Federation                                                  |
| 1997 | Cactus Jack/Mankind/Mick Foley | World Wrestling Federation                                                  |
| 1998 | Cactus Jack/Mankind/Mick Foley | World Wrestling Federation                                                  |
| 1999 | Cactus Jack/Mankind/Mick Foley | World Wrestling Federation                                                  |
| 2000 | Cactus Jack/Mankind/Mick Foley | World Wrestling Federation                                                  |
| 2001 | Stone Cold Steve Austin        | World Wrestling Federation                                                  |
| 2002 | Yoshihiro Takayama             | New Japan Pro-Wrestling Pride Fighting Championships                        |
| 2003 | Brock Lesnar                   | World Wrestling Entertainment                                               |
| 2004 | Chris Benoit                   | World Wrestling Entertainment                                               |
| 2005 | Samoa Joe                      | Ring of Honor Total Nonstop Action Wrestling                                |
| 2006 | Samoa Joe                      | Ring of Honor Total Nonstop Action Wrestling                                |
| 2007 | Takeshi Morishima              | Ring of Honor Pro Wrestling Noah                                            |
| 2008 | Necro Butcher                  | Ring of Honor Combat Zone Wrestling                                         |
| 2009 | Necro Butcher                  | Ring of Honor Combat Zone Wrestling                                         |
| 2010 | Kevin Steen                    | Ring of Honor Pro Wrestling Guerrilla                                       |
| 2011 | Kevin Steen                    | Pro Wrestling Guerrilla                                                     |
| 2012 | Kevin Steen                    | Ring of Honor Pro Wrestling Guerrilla                                       |
| 2013 | Katsuyori Shibata              | New Japan Pro-Wrestling                                                     |
| 2014 | Tomohiro Ishii                 | New Japan Pro-Wrestling                                                     |
| 2015 | Tomohiro Ishii                 | New Japan Pro-Wrestling                                                     |
| 2016 | Tomohiro Ishii                 | New Japan Pro-Wrestling                                                     |
| 2017 | Tomohiro Ishii                 | New Japan Pro-Wrestling                                                     |
| 2018 | Tomohiro Ishii                 | New Japan Pro-Wrestling                                                     |
| 2019 | Tomohiro Ishii                 | New Japan Pro-Wrestling                                                     |
| 2020 | Jon Moxley                     | All Elite Wrestling New Japan Pro-Wrestling                                 |
| 2021 | Jon Moxley                     | All Elite Wrestling New Japan Pro-Wrestling                                 |
| 2022 | Jon Moxley                     | All Elite Wrestling New Japan Pro-Wrestling                                 |
| 2023 | Jon Moxley                     | All Elite Wrestling New Japan Pro-Wrestling                                 |
| 2024 | "Hangman" Adam Page            | All Elite Wrestling                                                         |

#### Najlepszyhighflyer
| Rok  | Zawodnik             | Federacja                                                                         |
| ---- | -------------------- | --------------------------------------------------------------------------------- |
| 1981 | Jimmy Snuka          | World Wrestling Federation                                                        |
| 1982 | Tiger Mask           | New Japan Pro-Wrestling National Wrestling Alliance World Wrestling Federation    |
| 1983 | Tiger Mask           | New Japan Pro-Wrestling National Wrestling Alliance World Wrestling Federation    |
| 1984 | Dynamite Kid         | New Japan Pro-Wrestling National Wrestling Alliance World Wrestling Federation    |
| 1985 | Tiger Mask II        | All Japan Pro Wrestling                                                           |
| 1986 | Tiger Mask II        | All Japan Pro Wrestling                                                           |
| 1987 | Owen Hart            | New Japan Pro-Wrestling World Wrestling Federation                                |
| 1988 | Owen Hart            | New Japan Pro-Wrestling World Wrestling Federation                                |
| 1989 | Jushin Thunder Liger | New Japan Pro-Wrestling                                                           |
| 1990 | Jushin Thunder Liger | New Japan Pro-Wrestling                                                           |
| 1991 | Jushin Thunder Liger | New Japan Pro-Wrestling                                                           |
| 1992 | Jushin Thunder Liger | New Japan Pro-Wrestling                                                           |
| 1993 | Jushin Thunder Liger | New Japan Pro-Wrestling World Championship Wrestling                              |
| 1994 | The Great Sasuke     | Michinoku Pro Wrestling New Japan Pro-Wrestling                                   |
| 1995 | Rey Misterio Jr.     | Asistencia Asesoría y Administración Extreme Championship Wrestling               |
| 1996 | Rey Misterio Jr.     | Extreme Championship Wrestling World Championship Wrestling                       |
| 1997 | Rey Misterio Jr.     | World Championship Wrestling                                                      |
| 1998 | Juventud Guerrera    | World Championship Wrestling Asistencia Asesoría y Administración                 |
| 1999 | Juventud Guerrera    | World Championship Wrestling Asistencia Asesoría y Administración                 |
| 2000 | Jeff Hardy           | World Wrestling Federation                                                        |
| 2001 | Dragon Kid           | Toryumon                                                                          |
| 2002 | Rey Mysterio         | World Wrestling Entertainment                                                     |
| 2003 | Rey Mysterio         | World Wrestling Entertainment                                                     |
| 2004 | Rey Mysterio         | World Wrestling Entertainment                                                     |
| 2005 | AJ Styles            | Ring of Honor Total Nonstop Action Wrestling                                      |
| 2006 | Místico              | Consejo Mundial de Lucha Libre                                                    |
| 2007 | Místico              | Consejo Mundial de Lucha Libre                                                    |
| 2008 | Evan Bourne          | World Wrestling Entertainment                                                     |
| 2009 | Kōta Ibushi          | Dramatic Dream Team                                                               |
| 2010 | Kōta Ibushi          | Dramatic Dream Team                                                               |
| 2011 | Ricochet             | Dragon Gate Pro Wrestling Guerrilla                                               |
| 2012 | Kōta Ibushi          | Dramatic Dream Team                                                               |
| 2013 | Kōta Ibushi          | Dramatic Dream Team New Japan Pro-Wrestling                                       |
| 2014 | Ricochet             | Dragon Gate Lucha Underground Pro Wrestling Guerrilla                             |
| 2015 | Ricochet             | Dragon Gate Lucha Underground Pro Wrestling Guerrilla                             |
| 2016 | Will Ospreay         | Progress Wrestling Revolution Pro Wrestling Ring of Honor New Japan Pro-Wrestling |
| 2017 | Will Ospreay         | Progress Wrestling Revolution Pro Wrestling Ring of Honor New Japan Pro-Wrestling |
| 2018 | Will Ospreay         | Progress Wrestling Revolution Pro Wrestling Ring of Honor New Japan Pro-Wrestling |
| 2019 | Will Ospreay         | New Japan Pro-Wrestling                                                           |
| 2020 | Rey Fénix            | All Elite Wrestling Lucha Libre AAA World Wide                                    |
| 2021 | Rey Fénix            | All Elite Wrestling                                                               |
| 2022 | El Hijo Del Vikingo  | Lucha Libre AAA World Wide                                                        |
| 2023 | El Hijo Del Vikingo  | Lucha Libre AAA World Wide                                                        |
| 2024 | Will Ospreay         | New Japan Pro-Wrestling All Elite Wrestling                                       |

#### Najbardziej przeceniany wrestler
| Rok  | Zawodnik                 | Federacja                                |
| ---- | ------------------------ | ---------------------------------------- |
| 1980 | Mr. Wrestling II         | National Wrestling Alliance              |
| 1981 | Pedro Morales            | World Wrestling Federation               |
| 1982 | Pedro Morales            | World Wrestling Federation               |
| 1983 | Bob Backlund             | World Wrestling Federation               |
| 1984 | Big John Studd           | World Wrestling Federation               |
| 1985 | Hulk Hogan               | World Wrestling Federation               |
| 1986 | Hulk Hogan               | World Wrestling Federation               |
| 1987 | Dusty Rhodes             | Jim Crockett Promotions                  |
| 1988 | Dusty Rhodes             | Jim Crockett Promotions                  |
| 1989 | The Ultimate Warrior     | World Wrestling Federation               |
| 1990 | The Ultimate Warrior     | World Wrestling Federation               |
| 1991 | The Ultimate Warrior     | World Wrestling Federation               |
| 1992 | Erik Watts               | World Championship Wrestling             |
| 1993 | Sid Vicious              | World Championship Wrestling             |
| 1994 | Hulk/Hollywood Hogan     | World Championship Wrestling             |
| 1995 | Hulk/Hollywood Hogan     | World Championship Wrestling             |
| 1996 | Hulk/Hollywood Hogan     | World Championship Wrestling             |
| 1997 | Hulk/Hollywood Hogan     | World Championship Wrestling             |
| 1998 | Hulk/Hollywood Hogan     | World Championship Wrestling             |
| 1999 | Kevin Nash               | World Championship Wrestling             |
| 2000 | Kevin Nash               | World Championship Wrestling             |
| 2001 | The Undertaker           | World Wrestling Federation/Entertainment |
| 2002 | Triple H                 | World Wrestling Federation/Entertainment |
| 2003 | Triple H                 | World Wrestling Federation/Entertainment |
| 2004 | Triple H                 | World Wrestling Federation/Entertainment |
| 2005 | Jeff Jarrett             | Total Nonstop Action Wrestling           |
| 2006 | Batista                  | World Wrestling Entertainment            |
| 2007 | The Great Khali          | World Wrestling Entertainment            |
| 2008 | Vladimir Kozlov          | World Wrestling Entertainment            |
| 2009 | Triple H                 | World Wrestling Entertainment            |
| 2010 | Kane                     | World Wrestling Entertainment            |
| 2011 | Crimson                  | Total Nonstop Action Wrestling           |
| 2012 | Ryback                   | WWE                                      |
| 2013 | Randy Orton              | WWE                                      |
| 2014 | Kane                     | WWE                                      |
| 2015 | Kane                     | WWE                                      |
| 2016 | Roman Reigns             | WWE                                      |
| 2017 | Jinder Mahal             | WWE                                      |
| 2018 | Baron Corbin/King Corbin | WWE                                      |
| 2019 | Baron Corbin/King Corbin | WWE                                      |
| 2020 | Bray Wyatt               | WWE                                      |
| 2021 | Evil                     | New Japan Pro-Wrestling                  |
| 2022 | Ronda Rousey             | WWE                                      |
| 2023 | Sanada                   | New Japan Pro-Wrestling                  |
| 2024 | Nia Jax                  | WWE                                      |

#### Najbardziej niedoceniany wrestler
| Rok  | Zawodnik                 | Federacja                                               |
| ---- | ------------------------ | ------------------------------------------------------- |
| 1980 | The Iron Sheik           | World Wrestling Federation                              |
| 1981 | Buzz Sawyer              | National Wrestling Alliance                             |
| 1982 | Adrian Adonis            | American Wrestling Association                          |
| 1983 | Dynamite Kid             | New Japan Pro-Wrestling Stampede Wrestling              |
| 1984 | B. Brian Blair           | World Wrestling Federation                              |
| 1985 | Bobby Eaton              | Jim Crockett Promotions                                 |
| 1986 | Bobby Eaton              | Jim Crockett Promotions                                 |
| 1987 | Brad Armstrong           | Jim Crockett Promotions                                 |
| 1988 | Tiger Mask II            | All Japan Pro Wrestling                                 |
| 1989 | Dan Kroffat              | All Japan Pro Wrestling                                 |
| 1990 | Bobby Eaton              | World Championship Wrestling                            |
| 1991 | Terry Taylor             | World Championship Wrestling                            |
| 1992 | Terry Taylor             | World Championship Wrestling                            |
| 1993 | Bobby Eaton              | World Championship Wrestling                            |
| 1994 | Brian Pillman            | World Championship Wrestling                            |
| 1995 | Skip                     | World Wrestling Federation                              |
| 1996 | Leif Cassidy             | World Wrestling Federation                              |
| 1997 | Flash Funk               | World Wrestling Federation                              |
| 1998 | Chris Benoit             | World Championship Wrestling                            |
| 1999 | Chris Jericho            | World Championship Wrestling World Wrestling Federation |
| 2000 | Chris Jericho            | World Wrestling Federation                              |
| 2001 | Lance Storm              | World Wrestling Federation World Championship Wrestling |
| 2002 | Booker T                 | World Wrestling Entertainment/WWE                       |
| 2003 | Último Dragón            | World Wrestling Entertainment/WWE                       |
| 2004 | Paul London              | World Wrestling Entertainment/WWE                       |
| 2005 | Shelton Benjamin         | World Wrestling Entertainment/WWE                       |
| 2006 | Shelton Benjamin         | World Wrestling Entertainment/WWE                       |
| 2007 | Shelton Benjamin         | World Wrestling Entertainment/WWE                       |
| 2008 | Montel Vontavious Porter | World Wrestling Entertainment/WWE                       |
| 2009 | Evan Bourne              | World Wrestling Entertainment/WWE                       |
| 2010 | Kaval                    | World Wrestling Entertainment/WWE                       |
| 2011 | Dolph Ziggler            | World Wrestling Entertainment/WWE                       |
| 2012 | Tyson Kidd               | World Wrestling Entertainment/WWE                       |
| 2013 | Antonio Cesaro/Cesaro    | World Wrestling Entertainment/WWE                       |
| 2014 | Antonio Cesaro/Cesaro    | World Wrestling Entertainment/WWE                       |
| 2015 | Antonio Cesaro/Cesaro    | World Wrestling Entertainment/WWE                       |
| 2016 | Antonio Cesaro/Cesaro    | World Wrestling Entertainment/WWE                       |
| 2017 | Rusev                    | World Wrestling Entertainment/WWE                       |
| 2018 | Finn Bálor               | World Wrestling Entertainment/WWE                       |
| 2019 | Shorty G                 | World Wrestling Entertainment/WWE                       |
| 2020 | Ricochet                 | World Wrestling Entertainment/WWE                       |
| 2021 | Ricochet                 | World Wrestling Entertainment/WWE                       |
| 2022 | Konosuke Takeshita       | All Elite Wrestling DDT Pro Wrestling                   |
| 2023 | Chad Gable               | WWE                                                     |
| 2024 | Konosuke Takeshita       | All Elite Wrestling DDT Pro Wrestling                   |

#### Najlepszy debiutant
| Rok  | Zawodnik                        | Federacja                                                               |
| ---- | ------------------------------- | ----------------------------------------------------------------------- |
| 1980 | Barry Windham                   | National Wrestling Alliance                                             |
| 1981 | Brad Armstrong i Brad Rheingans | National Wrestling Alliance                                             |
| 1982 | Steve Williams                  | National Wrestling Alliance                                             |
| 1983 | The Road Warriors               | National Wrestling Alliance                                             |
| 1984 | Tom Zenk                        | American Wrestling Association                                          |
| 1984 | Keiichi Yamada                  | New Japan Pro-Wrestling                                                 |
| 1985 | Jack Victory                    | National Wrestling Alliance                                             |
| 1986 | Bam Bam Bigelow                 | World Wrestling Federation                                              |
| 1987 | Brian Pillman                   | Stampede Wrestling                                                      |
| 1988 | Gary Albright                   | Stampede Wrestling                                                      |
| 1989 | Dustin Rhodes                   | World Championship Wrestling                                            |
| 1990 | Steve Austin                    | World Championship Wrestling                                            |
| 1991 | Johnny B. Badd                  | World Championship Wrestling                                            |
| 1992 | Rey Misterio Jr.                | Asistencia Asesoría y Administración                                    |
| 1993 | Jun Akiyama                     | All Japan Pro Wrestling                                                 |
| 1994 | Mikey Whipwreck                 | Extreme Championship Wrestling                                          |
| 1995 | Perro Aguayo Jr.                | Consejo Mundial de Lucha Libre                                          |
| 1996 | The Giant                       | World Championship Wrestling                                            |
| 1997 | Mr. Águila                      | Asistencia Asesoría y Administración                                    |
| 1998 | Goldberg                        | World Championship Wrestling                                            |
| 1999 | Blitzkrieg                      | World Championship Wrestling                                            |
| 2000 | Sean O’Haire                    | World Championship Wrestling                                            |
| 2001 | El Hombre Sin Nombre            | Consejo Mundial de Lucha Libre                                          |
| 2002 | Bob Sapp                        | K-1                                                                     |
| 2003 | Chris Sabin                     | Total Nonstop Action Wrestling Ring of Honor Pro Wrestling Zero-One Max |
| 2004 | Petey Williams                  | Total Nonstop Action Wrestling                                          |
| 2005 | Shingo Takagi                   | Dragon Gate                                                             |
| 2006 | Atsushi Aoki                    | Pro Wrestling Noah                                                      |
| 2007 | Erick Stevens                   | Ring of Honor                                                           |
| 2008 | Kai                             | All Japan Pro Wrestling                                                 |
| 2009 | Frightmare                      | Chikara                                                                 |
| 2010 | Adam Cole                       | Ring of Honor Combat Zone Wrestling                                     |
| 2011 | Daichi Hashimoto                | Pro Wrestling Zero1                                                     |
| 2012 | Dinastía                        | Lucha Libre AAA Worldwide                                               |
| 2013 | Yohei Komatsu                   | New Japan Pro-Wrestling                                                 |
| 2014 | Dragon Lee                      | Consejo Mundial de Lucha Libre                                          |
| 2015 | Chad Gable                      | WWE                                                                     |
| 2016 | Matt Riddle                     | Evolve Pro Wrestling Guerrilla                                          |
| 2017 | Katsuya Kitamura                | New Japan Pro-Wrestling                                                 |
| 2018 | Ronda Rousey                    | WWE                                                                     |
| 2019 | Jungle Boy                      | All Elite Wrestling                                                     |
| 2020 | Pat McAfee                      | WWE                                                                     |
| 2021 | Jade Cargill                    | All Elite Wrestling                                                     |
| 2022 | Bron Breakker                   | WWE                                                                     |
| 2023 | Yuma Anzai                      | All Japan Pro Wrestling                                                 |
| 2024 | Je'Von Evans                    | WWE                                                                     |

#### Najlepsza osobowość niebędąca wrestlerem
| Rok  | Osobowość               | Federacja                                    |
| ---- | ----------------------- | -------------------------------------------- |
| 1999 | Vince McMahon           | World Wrestling Federation/Entertainment     |
| 2000 | Vince McMahon           | World Wrestling Federation/Entertainment     |
| 2001 | Paul Heyman             | World Wrestling Federation/Entertainment     |
| 2002 | Paul Heyman             | World Wrestling Federation/Entertainment     |
| 2003 | Stone Cold Steve Austin | World Wrestling Federation/Entertainment     |
| 2004 | Paul Heyman             | World Wrestling Federation/Entertainment     |
| 2005 | Eric Bischoff           | World Wrestling Federation/Entertainment     |
| 2006 | Jim Cornette            | Total Nonstop Action Wrestling Ring of Honor |
| 2007 | Larry Sweeney           | Ring of Honor                                |
| 2008 | Larry Sweeney           | Ring of Honor                                |
| 2009 | Vickie Guerrero         | World Wrestling Entertainment                |
| 2010 | Vickie Guerrero         | World Wrestling Entertainment                |
| 2011 | Ricardo Rodriguez       | World Wrestling Entertainment                |
| 2012 | Paul Heyman             | World Wrestling Entertainment                |
| 2013 | Paul Heyman             | World Wrestling Entertainment                |
| 2014 | Paul Heyman             | World Wrestling Entertainment                |
| 2015 | Dario Cueto             | Lucha Underground                            |
| 2016 | Dario Cueto             | Lucha Underground                            |
| 2017 | Daniel Bryan            | WWE                                          |
| 2018 | Paul Heyman             | WWE                                          |
| 2019 | Paul Heyman             | WWE                                          |
| 2020 | Taz                     | All Elite Wrestling                          |
| 2021 | Paul Heyman             | WWE                                          |
| 2022 | Paul Heyman             | WWE                                          |
| 2023 | Don Callis              | All Elite Wrestling                          |
| 2024 | Paul Heyman             | WWE                                          |

#### Najlepszy komentator
| Rok  | Komentator       | Federacja                                               |
| ---- | ---------------- | ------------------------------------------------------- |
| 1981 | Gordon Solie     | National Wrestling Alliance                             |
| 1982 | Gordon Solie     | National Wrestling Alliance                             |
| 1983 | Gordon Solie     | National Wrestling Alliance                             |
| 1984 | Lance Russell    | Continental Wrestling Association                       |
| 1985 | Lance Russell    | Continental Wrestling Association                       |
| 1986 | Lance Russell    | Continental Wrestling Association                       |
| 1987 | Lance Russell    | Continental Wrestling Association                       |
| 1988 | Jim Ross         | World Championship Wrestling                            |
| 1989 | Jim Ross         | World Championship Wrestling                            |
| 1990 | Jim Ross         | World Championship Wrestling                            |
| 1991 | Jim Ross         | World Championship Wrestling                            |
| 1992 | Jim Ross         | World Championship Wrestling                            |
| 1993 | Jim Ross         | World Championship Wrestling World Wrestling Federation |
| 1994 | Joey Styles      | Extreme Championship Wrestling                          |
| 1995 | Joey Styles      | Extreme Championship Wrestling                          |
| 1996 | Joey Styles      | Extreme Championship Wrestling                          |
| 1997 | Mike Tenay       | World Championship Wrestling                            |
| 1998 | Jim Ross         | World Wrestling Federation                              |
| 1999 | Jim Ross         | World Wrestling Federation                              |
| 2000 | Jim Ross         | World Wrestling Federation                              |
| 2001 | Jim Ross         | World Wrestling Federation                              |
| 2002 | Mike Tenay       | Total Nonstop Action Wrestling                          |
| 2003 | Mike Tenay       | Total Nonstop Action Wrestling                          |
| 2004 | Mike Tenay       | Total Nonstop Action Wrestling                          |
| 2005 | Mike Tenay       | Total Nonstop Action Wrestling                          |
| 2006 | Jim Ross         | World Wrestling Entertainment                           |
| 2007 | Jim Ross         | World Wrestling Entertainment                           |
| 2008 | Matt Striker     | World Wrestling Entertainment                           |
| 2009 | Jim Ross         | World Wrestling Entertainment                           |
| 2010 | Joe Rogan        | Ultimate Fighting Championship                          |
| 2011 | Joe Rogan        | Ultimate Fighting Championship                          |
| 2012 | Jim Ross         | WWE                                                     |
| 2013 | William Regal    | WWE                                                     |
| 2014 | William Regal    | WWE                                                     |
| 2015 | Mauro Ranallo    | New Japan Pro-Wrestling WWE                             |
| 2016 | Mauro Ranallo    | New Japan Pro-Wrestling WWE                             |
| 2017 | Mauro Ranallo    | WWE                                                     |
| 2018 | Kevin Kelly      | New Japan Pro-Wrestling                                 |
| 2019 | Kevin Kelly      | New Japan Pro-Wrestling                                 |
| 2020 | Excalibur        | All Elite Wrestling                                     |
| 2021 | Excalibur        | All Elite Wrestling                                     |
| 2022 | Kevin Kelly      | New Japan Pro-Wrestling                                 |
| 2023 | Excalibur        | All Elite Wrestling                                     |
| 2024 | Nigel McGuinness | All Elite Wrestling Ring of Honor                       |

#### Najgorszy komentator
| Rok  | Komentator               | Federacja                                |
| ---- | ------------------------ | ---------------------------------------- |
| 1984 | Angelo Mosca             | World Wrestling Federation               |
| 1985 | Gorilla Monsoon          | World Wrestling Federation               |
| 1986 | David Crockett           | Jim Crockett Promotions                  |
| 1987 | David Crockett           | Jim Crockett Promotions                  |
| 1988 | David Crockett           | Jim Crockett Promotions                  |
| 1989 | Ed Whalen                | Stampede Wrestling                       |
| 1990 | Herb Abrams              | Universal Wrestling Federation           |
| 1991 | Gorilla Monsoon          | World Wrestling Federation               |
| 1992 | Gorilla Monsoon          | World Wrestling Federation               |
| 1993 | Gorilla Monsoon          | World Wrestling Federation               |
| 1994 | Gorilla Monsoon          | World Wrestling Federation               |
| 1995 | Gorilla Monsoon          | World Wrestling Federation               |
| 1996 | Steve McMichael          | World Championship Wrestling             |
| 1997 | Dusty Rhodes             | World Championship Wrestling             |
| 1998 | Lee Marshall             | World Championship Wrestling             |
| 1999 | Tony Schiavone           | World Championship Wrestling             |
| 2000 | Tony Schiavone           | World Championship Wrestling             |
| 2001 | Michael Cole             | World Wrestling Federation/Entertainment |
| 2002 | Jerry Lawler             | World Wrestling Federation/Entertainment |
| 2003 | Jonathan Coachman        | World Wrestling Federation/Entertainment |
| 2004 | Todd Grisham             | World Wrestling Federation/Entertainment |
| 2005 | Jonathan Coachman        | World Wrestling Federation/Entertainment |
| 2006 | Todd Grisham             | World Wrestling Federation/Entertainment |
| 2007 | Don West                 | Total Nonstop Action Wrestling           |
| 2008 | Mike Adamle              | World Wrestling Entertainment            |
| 2009 | Michael Cole             | World Wrestling Entertainment            |
| 2010 | Michael Cole             | World Wrestling Entertainment            |
| 2011 | Michael Cole             | World Wrestling Entertainment            |
| 2012 | Michael Cole             | World Wrestling Entertainment            |
| 2013 | Taz                      | Total Nonstop Action Wrestling           |
| 2014 | John „Bradshaw” Layfield | WWE                                      |
| 2015 | John „Bradshaw” Layfield | WWE                                      |
| 2016 | David Otunga             | WWE                                      |
| 2017 | Booker T                 | WWE                                      |
| 2018 | Jonathan Coachman        | WWE                                      |
| 2019 | Corey Graves             | WWE                                      |
| 2020 | Michael Cole             | WWE                                      |
| 2021 | Corey Graves             | WWE                                      |
| 2022 | Corey Graves             | WWE                                      |
| 2023 | Booker T                 | WWE                                      |
| 2024 | Booker T                 | WWE                                      |

#### Najlepsza ważna gala
| Rok  | Gala                                | Federacja                                                                  |
| ---- | ----------------------------------- | -------------------------------------------------------------------------- |
| 1989 | The Great American Bash             | World Championship Wrestling                                               |
| 1990 | Wrestling Summit                    | World Wrestling Federation/New Japan Pro-Wrestling/All Japan Pro Wrestling |
| 1991 | WrestleWar                          | World Championship Wrestling                                               |
| 1992 | Wrestlemarinpiad IV                 | All Japan Women’s Pro Wrestling                                            |
| 1993 | Dream Slam I                        | All Japan Women’s Pro Wrestling                                            |
| 1994 | Super J Cup                         | New Japan Pro-Wrestling                                                    |
| 1995 | Multi-promotional show              | Weekly Pro Wrestling                                                       |
| 1996 | Super J Cup: Second Stage           | Wrestle Association R                                                      |
| 1997 | In Your House 16: Canadian Stampede | World Wrestling Federation                                                 |
| 1998 | Heat Wave                           | Extreme Championship Wrestling                                             |
| 1999 | Anarchy Rulz                        | Extreme Championship Wrestling                                             |
| 2000 | Juicio Final                        | Consejo Mundial de Lucha Libre                                             |
| 2001 | WrestleMania X-Seven                | World Wrestling Federation/World Wrestling Entertainment                   |
| 2002 | SummerSlam                          | World Wrestling Federation/World Wrestling Entertainment                   |
| 2003 | Final Conflict                      | Pride Fighting Championships                                               |
| 2004 | Departure                           | Pro Wrestling Noah                                                         |
| 2005 | Destiny                             | Pro Wrestling Noah                                                         |
| 2006 | Glory By Honor V: Night 2           | Ring of Honor                                                              |
| 2007 | Man Up                              | Ring of Honor                                                              |
| 2008 | WrestleMania XXIV                   | World Wrestling Entertainment                                              |
| 2009 | Open the Historic Gate              | Dragon Gate USA                                                            |
| 2010 | UFC 116                             | Ultimate Fighting Championship                                             |
| 2011 | Money in the Bank                   | WWE                                                                        |
| 2012 | King of Pro-Wrestling               | New Japan Pro-Wrestling                                                    |
| 2013 | G1 Climax 23: Day 4                 | New Japan Pro-Wrestling                                                    |
| 2014 | G1 Climax 24: Day 7                 | New Japan Pro-Wrestling                                                    |
| 2015 | Wrestle Kingdom 9                   | New Japan Pro-Wrestling                                                    |
| 2016 | Wrestle Kingdom 10                  | New Japan Pro-Wrestling                                                    |
| 2017 | Wrestle Kingdom 11                  | New Japan Pro-Wrestling                                                    |
| 2018 | Dominion 6.9 in Osaka-Jo Hall       | New Japan Pro-Wrestling                                                    |
| 2019 | Double or Nothing                   | All Elite Wrestling                                                        |
| 2020 | Revolution                          | All Elite Wrestling                                                        |
| 2021 | All Out                             | All Elite Wrestling                                                        |
| 2022 | AEW x NJPW: Forbidden Door          | All Elite Wrestling New Japan Pro-Wrestling                                |
| 2023 | Revolution                          | All Elite Wrestling                                                        |
| 2024 | Revolution                          | All Elite Wrestling                                                        |

#### Najgorsza ważna gala
| Rok  | Gala                         | Federacja                      |
| ---- | ---------------------------- | ------------------------------ |
| 1989 | WrestleMania V               | World Wrestling Federation     |
| 1990 | Clash of the Champions XII   | World Championship Wrestling   |
| 1991 | The Great American Bash      | World Championship Wrestling   |
| 1992 | Halloween Havoc              | World Championship Wrestling   |
| 1993 | Fall Brawl                   | World Championship Wrestling   |
| 1994 | Blackjack Brawl              | Universal Wrestling Federation |
| 1995 | Uncensored                   | World Championship Wrestling   |
| 1996 | Uncensored                   | World Championship Wrestling   |
| 1997 | nWo Souled Out               | World Championship Wrestling   |
| 1998 | Fall Brawl                   | World Championship Wrestling   |
| 1999 | Heroes of Wrestling          | Fosstone Productions           |
| 2000 | Halloween Havoc              | World Championship Wrestling   |
| 2001 | Unleashed                    | Women of Wrestling             |
| 2002 | King of the Ring             | World Wrestling Entertainment  |
| 2003 | Backlash                     | World Wrestling Entertainment  |
| 2004 | The Great American Bash      | World Wrestling Entertainment  |
| 2005 | The Great American Bash      | World Wrestling Entertainment  |
| 2006 | UFC 61                       | Ultimate Fighting Championship |
| 2007 | December to Dismember        | World Wrestling Entertainment  |
| 2008 | Survivor Series              | World Wrestling Entertainment  |
| 2009 | Victory Road                 | Total Nonstop Action Wrestling |
| 2010 | Hardcore Justice             | Total Nonstop Action Wrestling |
| 2011 | Victory Road                 | Total Nonstop Action Wrestling |
| 2012 | UFC 149                      | Ultimate Fighting Championship |
| 2013 | Battleground                 | WWE                            |
| 2014 | Battleground                 | WWE                            |
| 2015 | Triplemanía XXIII            | Lucha Libre AAA Worldwide      |
| 2016 | WrestleMania 32              | WWE                            |
| 2017 | Battleground                 | WWE                            |
| 2018 | Crown Jewel                  | WWE                            |
| 2019 | Super ShowDown               | WWE                            |
| 2020 | Super ShowDown               | WWE                            |
| 2021 | Survivor Series              | WWE                            |
| 2022 | Royal Rumble                 | WWE                            |
| 2023 | Crown Jewel                  | WWE                            |
| 2024 | Triplemanía XXXII: Monterrey | Lucha Libre AAA Worldwide      |

#### Najlepsza akcja
| Rok  | Zawodnik            | Akcja                                             | Federacja                                                      |
| ---- | ------------------- | ------------------------------------------------- | -------------------------------------------------------------- |
| 1981 | Jimmy Snuka         | Superfly splash                                   | World Wrestling Federation                                     |
| 1982 | Super Destroyer     | Superplex                                         | National Wrestling Alliance                                    |
| 1983 | Jimmy Snuka         | Superfly splash                                   | World Wrestling Federation                                     |
| 1984 | British Bulldogs    | Military press w kombinacji z Missile dropkickiem | World Wrestling Federation                                     |
| 1985 | Tiger Mask II       | Tope con Giro                                     | All Japan Pro Wrestling                                        |
| 1986 | Chavo Guerrero      | Moonsault block                                   | World Wrestling Association                                    |
| 1987 | Keiichi Yamada      | Shooting star press                               | Stampede Wrestling New Japan Pro-Wrestling All Star Promotions |
| 1988 | Keiichi Yamada      | Shooting star press                               | Stampede Wrestling New Japan Pro-Wrestling All Star Promotions |
| 1989 | Scott Steiner       | Frankensteiner                                    | World Championship Wrestling New Japan Pro-Wrestling           |
| 1990 | Scott Steiner       | Frankensteiner                                    | World Championship Wrestling New Japan Pro-Wrestling           |
| 1991 | Masao Orihara       | Moonsault                                         | New Japan Pro-Wrestling                                        |
| 1992 | 2 Cold Scorpio      | 450° Splash                                       | World Championship Wrestling                                   |
| 1993 | Vader               | Moonsault                                         | World Championship Wrestling                                   |
| 1994 | The Great Sasuke    | Sasuke Special                                    | Michinoku Pro Wrestling New Japan Pro-Wrestling                |
| 1995 | Rey Misterio Jr.    | Frankensteiner poprzedzony Flip Dive’em           | Extreme Championship Wrestling                                 |
| 1996 | Último Dragón       | Running Liger bomb                                | World Championship Wrestling Wrestle Association R             |
| 1997 | Diamond Dallas Page | Diamond Cutter                                    | World Championship Wrestling                                   |
| 1998 | Kenta Kobashi       | Burning Hammer                                    | All Japan Pro Wrestling                                        |
| 1999 | Dragon Kid          | Dragonrana                                        | Toryumon                                                       |
| 2000 | Dragon Kid          | Dragonrana                                        | Toryumon                                                       |
| 2001 | Keiji Mutoh         | Shining Wizard                                    | New Japan Pro-Wrestling All Japan Pro Wrestling                |
| 2002 | Brock Lesnar        | F-5                                               | World Wrestling Entertainment                                  |
| 2003 | AJ Styles           | Styles Clash                                      | Total Nonstop Action Wrestling                                 |
| 2004 | Petey Williams      | Canadian Destroyer                                | Total Nonstop Action Wrestling                                 |
| 2005 | Petey Williams      | Canadian Destroyer                                | Total Nonstop Action Wrestling                                 |
| 2006 | Kenta               | Go 2 Sleep                                        | Pro Wrestling Noah Ring of Honor                               |
| 2007 | Kenta               | Go 2 Sleep                                        | Pro Wrestling Noah Ring of Honor                               |
| 2008 | Evan Bourne         | Shooting star press                               | World Wrestling Entertainment                                  |
| 2009 | The Young Bucks     | More Bang for Your Buck                           | Chikara Dragon Gate USA Pro Wrestling Guerrilla Ring of Honor  |
| 2010 | Ricochet            | Double rotation moonsault                         | Dragon Gate USA Pro Wrestling Guerrilla                        |
| 2011 | Ricochet            | Double rotation moonsault                         | Dragon Gate USA Pro Wrestling Guerrilla                        |
| 2012 | Kazuchika Okada     | Rainmaker                                         | New Japan Pro-Wrestling                                        |
| 2013 | Kazuchika Okada     | Rainmaker                                         | New Japan Pro-Wrestling                                        |
| 2014 | The Young Bucks     | Meltzer Driver                                    | New Japan Pro-Wrestling Pro Wrestling Guerrilla Ring of Honor  |
| 2015 | AJ Styles           | Styles Clash                                      | New Japan Pro-Wrestling Ring of Honor                          |
| 2016 | Kenny Omega         | One Winged Angel                                  | New Japan Pro-Wrestling                                        |
| 2017 | Kenny Omega         | One Winged Angel                                  | New Japan Pro-Wrestling                                        |
| 2018 | Kenny Omega         | One Winged Angel                                  | New Japan Pro-Wrestling                                        |
| 2019 | Will Ospreay        | Storm Breaker                                     | New Japan Pro-Wrestling                                        |
| 2020 | Kenny Omega         | One Winged Angel                                  | All Elite Wrestling Lucha Libre AAA Worldwide                  |
| 2021 | "Hangman" Adam Page | Buckshot Lariat                                   | All Elite Wrestling                                            |
| 2022 | Will Ospreay        | Hidden Blade                                      | New Japan Pro-Wrestling All Elite Wrestling                    |
| 2023 | Will Ospreay        | Hidden Blade                                      | New Japan Pro-Wrestling All Elite Wrestling                    |
| 2024 | Will Ospreay        | Hidden Blade                                      | New Japan Pro-Wrestling All Elite Wrestling                    |

#### Najbardziej odrażające zagranie
| Rok  | Zagranie | Federacja                                                |
| ---- | --- | -------------------------------------------------------- |
| 1981 | Gimmick potwora Tony’ego Hernandeza | LeBelle Promotions                                       |
| 1982 | Bob Backlund zdobywa pas WWF Championship | World Wrestling Federation                               |
| 1983 | Story ze złamaniem szyi Eddiego Gilberta | World Wrestling Federation                               |
| 1984 | Fałszywy atak serca Blackjack Mulligana | Championship Wrestling From Florida                      |
| 1985 | Użycie zagrożenia życia Mike’a Von Ericha | World Class Championship Wrestling                       |
| 1986 | Wytłumaczenie śmierci Gino Hernandeza | World Class Championship Wrestling                       |
| 1987 | Wytłumaczenie śmierci Mike’a Von Ericha | World Class Championship Wrestling                       |
| 1988 | Fałszywy atak serca Fritza Von Ericha | World Class Championship Wrestling                       |
| 1989 | Push José Gonzáleza jako face’a rok po sprawie Bruisera Brody’ego | World Wrestling Council                                  |
| 1990 | Atsushi Onita dźgnięty nożem przez José Gonzáleza dwa lata po sprawie Bruisera Brody’ego                                                                                | Frontier Martial Arts Wrestling                          |
| 1991 | Wytłumaczenie wybuchu I wojny w Zatoce Perskiej, proirackie zachowania Sgt. Slaughtera                                                                                  | World Wrestling Federation                               |
| 1992 | Push dla Erika Wattsa | World Championship Wrestling                             |
| 1993 | Amnezja Cactus Jacka | World Championship Wrestling                             |
| 1994 | Kąt przejścia na emeryturę Rica Flaira | World Championship Wrestling                             |
| 1995 | Telefoniczne ogłoszenia Gene’a Okerlunda | World Championship Wrestling                             |
| 1996 | Fałszywy Diesel i Razor Ramon | World Wrestling Federation                               |
| 1997 | Wywiad Melanie Pillman po śmierci Briana Pillmana | World Wrestling Federation                               |
| 1998 | Wytłumaczenie alkoholizmu Scotta Halla | World Championship Wrestling                             |
| 1999 | Kontynuowanie gali Over the Edge pomimo śmierci Owena Harta | World Wrestling Federation                               |
| 2000 | David Arquette zdobywa pas WCW World Heavyweight Championship | World Championship Wrestling                             |
| 2001 | Stephanie McMahon porównuje oskarżenia jej ojca do zamachu z 11 września                                                                                                | World Wrestling Federation/World Wrestling Entertainment |
| 2002 | Triple H oskarża Kane’a o morderstwo i nekrofilię (Katie Vick) | World Wrestling Federation/World Wrestling Entertainment |
| 2003 | Rodzina McMahon w całym produkcie | World Wrestling Federation/World Wrestling Entertainment |
| 2004 | Kąt ciąży/ślubu/poronienia Kane’a i Lity | World Wrestling Federation/World Wrestling Entertainment |
| 2005 | Nie edytowanie sceny terrorystycznej (Muhammad Hassan atakujący The Undertakera) na potrzeby emisji w dniu zamachów bombowych w Londynie                                | World Wrestling Federation/World Wrestling Entertainment |
| 2006 | Wytłumaczenie śmierci Eddiego Guerrero | World Wrestling Federation/World Wrestling Entertainment |
| 2007 | Podpisanie kontraktu z Adamem "Pacmam" Jonesem i wyświetlenie w telewizji „Make It Rain”, kiedy zrobił to w klubie ze striptizem, co doprowadziło do paraliżu wrestlera | Total Nonstop Action Wrestling                           |
| 2008 | Dręczanie Jeffa Hardy’ego, który przedawkował narkotyki, aby wzbudzić zainteresowanie występem PPV                                                                      | World Wrestling Entertainment/WWE                        |
| 2009 | Mickie James jako "Piggy James" pod kątem naśmiewania się z jej wagi | World Wrestling Entertainment/WWE                        |
| 2010 | Kampania Stand Up For WWE rozpoczęta w związku z kandydaturą Lindy McMahon na senatora USA                                                                              | World Wrestling Entertainment/WWE                        |
| 2011 | Promowanie kampanii przeciwko nękaniu pomimo rażącego znęcania się nad Jimem Rossem                                                                                     | World Wrestling Entertainment/WWE                        |
| 2012 | CM Punk i Paul Heyman wykorzystali prawdziwy atak serca Jerry’ego Lawlera, odtwarzając nagranie, na którym był bliski śmierci                                           | World Wrestling Entertainment/WWE                        |
| 2013 | Wytłumaczenie śmierci Paula Bearera | World Wrestling Entertainment/WWE                        |
| 2014 | Obrażanie fanów, którzy wykupują gale PPV | World Wrestling Entertainment/WWE                        |
| 2015 | Użycie śmierci Reida Fliehra pod pewnym kątem | World Wrestling Entertainment/WWE                        |
| 2016 | Kimbo vs. Dada 5000 | Bellator                                                 |
| 2017 | Promowanie Jimmy’ego Snuke jako bohatera po śmierci niedługo po jego procesie w sprawie śmierci Nancy Argentino                                                         | WWE                                                      |
| 2018 | Relacje z Arabią Saudyjską | WWE                                                      |
| 2019 | Relacje z Arabią Saudyjską | WWE                                                      |
| 2020 | Zwalnianie ludzi podczas globalnej pandemii przy jednoczesnym ustanawianiu rekordów zysków                                                                              | WWE                                                      |
| 2021 | Zwalnianie ludzi podczas globalnej pandemii przy jednoczesnym ustanawianiu rekordów zysków                                                                              | WWE                                                      |
| 2022 | Vince McMahon występujący w telewizji dla popu od publiczności po ujawnieniu zarzutów o molestowanie seksualne                                                          | WWE                                                      |
| 2023 | WWE umożliwiło Vince’owi McMahonowi i jego powrót do władzy, a TKO utrzymuje go na pozycji władzy                                                                       | WWE                                                      |
| 2024 | Kontynuacja relacji z Arabią Saudyjską | WWE                                                      |

#### Najgorszy cotygodniowy program telewizyjny
| Rok  | Program                             | Federacja                            |
| ---- | ----------------------------------- | ------------------------------------ |
| 1984 | All-Star Wrestling                  | World Wrestling Federation           |
| 1985 | Championship Wrestling from Florida | Championship Wrestling from Florida  |
| 1986 | California Championship Wrestling   | California Championship Wrestling    |
| 1987 | World Class Championship Wrestling  | World Class Championship Wrestling   |
| 1988 | Championship Wrestling              | American Wrestling Association       |
| 1989 | ICW Wrestling                       | International Championship Wrestling |
| 1990 | Championship Wrestling              | American Wrestling Association       |
| 1991 | Fury Hour                           | Universal Wrestling Federation       |
| 1992 | Global Wrestling Federation na ESPN | Global Wrestling Federation          |
| 1993 | Global Wrestling Federation na ESPN | Global Wrestling Federation          |
| 1994 | Saturday Night                      | World Championship Wrestling         |
| 1995 | Saturday Night                      | World Championship Wrestling         |
| 1996 | Warriors of Wrestling               | American Wrestling Federation        |
| 1997 | United States Wrestling Association | United States Wrestling Association  |
| 1998 | Monday Nitro                        | World Championship Wrestling         |
| 1999 | Thunder                             | World Championship Wrestling         |
| 2000 | Thunder                             | World Championship Wrestling         |
| 2001 | Excess                              | World Wrestling Federation           |
| 2002 | Monday Night Raw                    | World Wrestling Entertainment        |
| 2003 | Monday Night Raw                    | World Wrestling Entertainment        |
| 2004 | Friday Night SmackDown!             | World Wrestling Entertainment        |
| 2005 | Friday Night SmackDown!             | World Wrestling Entertainment        |
| 2006 | Monday Night Raw                    | World Wrestling Entertainment        |
| 2007 | Impact!/Impact Wrestling            | Total Nonstop Action Wrestling       |
| 2008 | Impact!/Impact Wrestling            | Total Nonstop Action Wrestling       |
| 2009 | Impact!/Impact Wrestling            | Total Nonstop Action Wrestling       |
| 2010 | Impact!/Impact Wrestling            | Total Nonstop Action Wrestling       |
| 2011 | Impact!/Impact Wrestling            | Total Nonstop Action Wrestling       |
| 2012 | Monday Night Raw                    | WWE                                  |
| 2013 | Impact Wrestling                    | Total Nonstop Action Wrestling       |
| 2014 | Monday Night Raw                    | WWE                                  |
| 2015 | Monday Night Raw                    | WWE                                  |
| 2016 | Monday Night Raw                    | WWE                                  |
| 2017 | Monday Night Raw                    | WWE                                  |
| 2018 | Monday Night Raw                    | WWE                                  |
| 2019 | Monday Night Raw                    | WWE                                  |
| 2020 | Monday Night Raw                    | WWE                                  |
| 2021 | Monday Night Raw                    | WWE                                  |
| 2022 | Monday Night Raw                    | WWE                                  |
| 2023 | NWA Powerrr                         | National Wrestling Alliance          |
| 2024 | Rampage                             | All Elite Wrestling                  |

#### Najgorsza walka w wrestlingu
| Rok  | Walka | Federacja                                | Informacje o walce                                      |
| ---- | --- | ---------------------------------------- | ------------------------------------------------------- |
| 1984 | Wendi Richter vs. The Fabulous Moolah | World Wrestling Federation               | The Brawl to End it All Nowy Jork 23 lipca              |
| 1985 | Freddie Blassie vs. Lou Albano Steel cage match | World Wrestling Federation               | WWF House Show Nowy Jork 20 września                    |
| 1986 | Mr. T vs. Roddy Piper Boxing match | World Wrestling Federation               | WrestleMania 2 Nowy Jork 7 kwietnia                     |
| 1987 | Hulk Hogan vs. André the Giant | World Wrestling Federation               | WrestleMania III Pontiac 29 marca                       |
| 1988 | Hiroshi Wajima vs. Tom Magee | All Japan Pro Wrestling                  | Champion Carnival Kawasaki 21 kwietnia                  |
| 1989 | André the Giant vs. The Ultimate Warrior | World Wrestling Federation               | Saturday Night’s Main Event XXIV Topeka 31 października |
| 1990 | Sid Vicious vs. The Nightstalker | World Championship Wrestling             | Clash of the Champions XIII Jacksonville 20 listopada   |
| 1991 | Bobby Eaton i P.N. News vs. Terry Taylor i Steve Austin Scaffold match                                                                                       | World Championship Wrestling             | The Great American Bash Baltimore 14 lipca              |
| 1992 | Rick Rude vs. Masahiro Chono | World Championship Wrestling             | Halloween Havoc Filadelfia 25 października              |
| 1993 | The Bushwhackers i Men on a Mission vs. Bam Bam Bigelow, Bastion Booger i The Headshrinkers                                                                  | World Wrestling Federation               | Survivor Series Boston 24 listopada                     |
| 1994 | Jerry Lawler i Mini Lawlers vs. The Doinks | World Wrestling Federation               | Survivor Series San Antonio 23 listopada                |
| 1995 | Sting vs. Tony Palmora | New Japan Pro-Wrestling                  | Battle 7 Tokio 4 stycznia                               |
| 1996 | Hulk Hogan i Randy Savage vs. Ric Flair, Arn Anderson, Meng, The Barbarian, Lex Luger, Kevin Sullivan, Z-Gangsta i The Ultimate Solution Tower of Doom match | World Championship Wrestling             | Uncensored Tupelo 24 marca                              |
| 1997 | Hollywood Hogan vs. Roddy Piper | World Championship Wrestling             | SuperBrawl Daly City 23 lutego                          |
| 1998 | Hollywood Hogan vs. The Warrior | World Championship Wrestling             | Halloween Havoc Las Vegas 25 października               |
| 1999 | Al Snow vs. The Big Boss Man Kennel from Hell match | World Wrestling Federation/Entertainment | Unforgiven Charlotte 26 września                        |
| 2000 | Pat Patterson vs. Gerald Brisco Evening Gown match | World Wrestling Federation/Entertainment | King of the Ring Boston 26 czerwca                      |
| 2001 | The Brothers of Destruction vs. KroniK | World Wrestling Federation/Entertainment | Unforgiven Pittsburgh 23 września                       |
| 2002 | Bradshaw i Trish Stratus vs. Christopher Nowinski i Jackie Gayda                                                                                             | World Wrestling Federation/Entertainment | Monday Night Raw Filadelfia 7 lipca                     |
| 2003 | Triple H vs. Scott Steiner | World Wrestling Federation/Entertainment | Royal Rumble Boston 19 stycznia                         |
| 2004 | Tyson Tomko vs. Stevie Richards | World Wrestling Federation/Entertainment | Unforgiven Portland 12 września                         |
| 2005 | Eric Bischoff vs. Theodore Long | World Wrestling Federation/Entertainment | Survivor Series Detroit 27 listopada                    |
| 2006 | Reverse Battle Royal | Total Nonstop Action Wrestling           | TNA Impact! Orlando 26 października                     |
| 2007 | James Storm vs. Chris Harris Six Sides of Steel Blindfold match                                                                                              | Total Nonstop Action Wrestling           | Lockdown Saint Louis 21 kwietnia                        |
| 2008 | Edge vs. Triple H vs. Vladimir Kozlov | World Wrestling Entertainment            | Survivor Series Boston 23 listopada                     |
| 2009 | Jenna Morasca vs. Sharmell | Total Nonstop Action Wrestling           | Victory Road Orlando 19 lipca                           |
| 2010 | Kaitlyn vs. Maxine | World Wrestling Entertainment            | NXT Edmonton 19 października                            |
| 2011 | Sting vs. Jeff Hardy | Total Nonstop Action Wrestling           | Victory Road Orlando 13 marca                           |
| 2012 | John Cena vs. John Laurinaitis No Disqualification match | WWE                                      | Over the Limit Raleigh 20 maja                          |
| 2013 | Brie Bella, Nikki Bella, Natalya, Naomi, Cameron, Eva Marie i JoJo vs. AJ Lee, Tamina Snuka, Kaitlyn, Alicia Fox, Aksana, Rosa Mendes i Summer Rae           | WWE                                      | Survivor Series Boston 24 listopada                     |
| 2014 | John Cena vs. Bray Wyatt Steel Cage match | WWE                                      | Extreme Rules East Rutherford 4 maja                    |
| 2015 | Psycho Circus vs. Villanos | Lucha Libre AAA Worldwide                | Triplemanía Meksyk 9 sierpnia                           |
| 2016 | Shelly Martinez vs. Rebel | Total Nonstop Action Wrestling           | One Night Only: Knockouts Knockdown Orlando 17 marca    |
| 2017 | Bray Wyatt vs. Randy Orton | WWE                                      | WrestleMania 33 Nowy Orlean 8 kwietnia                  |
| 2018 | D-Generation X vs. Brothers of Destruction | WWE                                      | Crown Jewel Rijad 2 listopada                           |
| 2019 | Seth Rollins vs. "The Fiend" Bray Wyatt Hell in a Cell match                                                                                                 | WWE                                      | Hell in a Cell Sacramento 6 października                |
| 2020 | Braun Strowman vs. "The Fiend" Bray Wyatt Wyatt Swamp Fight                                                                                                  | WWE                                      | The Horror Show at Extreme Rules Orlando 19 lipca       |
| 2021 | The Miz vs. Damian Priest Lumberjack match | WWE                                      | WrestleMania Backlash Tampa 16 maja                     |
| 2022 | Pat McAfee vs. Mr. McMahon | WWE                                      | WrestleMania 38 Noc 2 Arlington 3 kwietnia              |
| 2023 | Bray Wyatt vs. LA Knight Mountain Dew Pitch Black match | WWE                                      | Royal Rumble San Antonio 28 stycznia                    |
| 2024 | Jey Uso vs. Jimmy Uso | WWE                                      | WrestleMania XL Noc 1 Filadelfia 6 kwietnia             |

#### Najgorszyfeud
| Rok  | Feud                                          | Federacja                                    |
| ---- | --------------------------------------------- | -------------------------------------------- |
| 1984 | André the Giant vs. Big John Studd            | World Wrestling Federation                   |
| 1985 | Sgt. Slaughter vs. Boris Zhukov               | American Wrestling Association               |
| 1986 | The Machines vs. King Kong Bundy i John Studd | World Wrestling Federation                   |
| 1987 | George Steele vs. Danny Davis                 | World Wrestling Federation                   |
| 1988 | The Midnight Rider vs. Tully Blanchard        | Jim Crockett Promotions                      |
| 1989 | André the Giant vs. The Ultimate Warrior      | World Wrestling Federation                   |
| 1990 | Ric Flair vs. The Junkyard Dog                | World Championship Wrestling                 |
| 1991 | Hulk Hogan vs. Sgt. Slaughter                 | World Wrestling Federation                   |
| 1992 | The Ultimate Warrior vs. Papa Shango          | World Wrestling Federation                   |
| 1993 | The Undertaker vs. Giant González             | World Wrestling Federation                   |
| 1994 | Jerry Lawler vs. Doink the Clown              | World Wrestling Federation                   |
| 1995 | Hulk Hogan vs. The Dungeon of Doom            | World Championship Wrestling                 |
| 1996 | Big Bubba vs. John Tenta                      | World Championship Wrestling                 |
| 1997 | The D.O.A. vs. Los Boricuas                   | World Wrestling Federation                   |
| 1998 | Hollywood Hogan vs. The Warrior               | World Championship Wrestling                 |
| 1999 | Big Boss Man vs. Big Show                     | World Wrestling Federation                   |
| 2000 | Hulk Hogan vs. Billy Kidman                   | World Championship Wrestling                 |
| 2001 | WWF vs. The Alliance                          | World Wrestling Federation/Entertainment/WWE |
| 2002 | Triple H vs. Kane                             | World Wrestling Federation/Entertainment/WWE |
| 2003 | Kane vs. Shane McMahon                        | World Wrestling Federation/Entertainment/WWE |
| 2004 | Kane vs. Matt Hardy i Lita                    | World Wrestling Federation/Entertainment/WWE |
| 2005 | McMahon Family vs. Jim Ross                   | World Wrestling Federation/Entertainment/WWE |
| 2006 | McMahon Family vs. D-Generation X             | World Wrestling Federation/Entertainment/WWE |
| 2007 | Kane vs. Big Daddy V                          | World Wrestling Federation/Entertainment/WWE |
| 2008 | Kane vs. Rey Mysterio                         | World Wrestling Federation/Entertainment/WWE |
| 2009 | Hornswoggle vs. Chavo Guerrero                | World Wrestling Federation/Entertainment/WWE |
| 2010 | Edge vs. Kane                                 | World Wrestling Federation/Entertainment/WWE |
| 2011 | Triple H vs. Kevin Nash                       | World Wrestling Federation/Entertainment/WWE |
| 2012 | John Cena vs. Kane                            | World Wrestling Federation/Entertainment/WWE |
| 2013 | Big Show vs. The Authority                    | World Wrestling Federation/Entertainment/WWE |
| 2014 | Brie Bella vs. Nikki Bella                    | World Wrestling Federation/Entertainment/WWE |
| 2015 | Team PCB vs. Team B.A.D. vs. Team Bella       | World Wrestling Federation/Entertainment/WWE |
| 2016 | Titus O’Neil vs. Darren Young                 | World Wrestling Federation/Entertainment/WWE |
| 2017 | Bray Wyatt vs. Randy Orton                    | World Wrestling Federation/Entertainment/WWE |
| 2018 | Sasha Banks vs. Bayley                        | World Wrestling Federation/Entertainment/WWE |
| 2019 | Seth Rollins vs. "The Fiend" Bray Wyatt       | World Wrestling Federation/Entertainment/WWE |
| 2020 | Braun Strowman vs. "The Fiend" Bray Wyatt     | World Wrestling Federation/Entertainment/WWE |
| 2021 | Randy Orton vs. The Fiend i Alexa Bliss       | World Wrestling Federation/Entertainment/WWE |
| 2022 | The Miz vs. Dexter Lumis                      | World Wrestling Federation/Entertainment/WWE |
| 2023 | MJF vs. The Devil/Adam Cole                   | All Elite Wrestling                          |
| 2024 | MJF vs. The Devil/Adam Cole                   | All Elite Wrestling                          |

#### Najgorsza federacja
| Rok  | Federacja                                                              |
| ---- | ---------------------------------------------------------------------- |
| 1986 | American Wrestling Association                                         |
| 1987 | World Class Championship Wrestling                                     |
| 1988 | American Wrestling Association                                         |
| 1989 | American Wrestling Association                                         |
| 1990 | American Wrestling Association                                         |
| 1991 | Universal Wrestling Federation                                         |
| 1992 | Global Wrestling Federation                                            |
| 1993 | World Championship Wrestling                                           |
| 1994 | World Championship Wrestling                                           |
| 1995 | World Championship Wrestling                                           |
| 1996 | American Wrestling Federation                                          |
| 1997 | United States Wrestling Association                                    |
| 1998 | World Championship Wrestling                                           |
| 1999 | World Championship Wrestling                                           |
| 2000 | World Championship Wrestling                                           |
| 2001 | World Championship Wrestling                                           |
| 2002 | Xtreme Pro Wrestling                                                   |
| 2003 | Fighting World of Japan Pro Wrestling                                  |
| 2004 | New Japan Pro-Wrestling                                                |
| 2005 | New Japan Pro-Wrestling                                                |
| 2006 | World Wrestling Entertainment                                          |
| 2007 | Total Nonstop Action Wrestling/Global Force Wrestling/Impact Wrestling |
| 2008 | Total Nonstop Action Wrestling/Global Force Wrestling/Impact Wrestling |
| 2009 | Total Nonstop Action Wrestling/Global Force Wrestling/Impact Wrestling |
| 2010 | Total Nonstop Action Wrestling/Global Force Wrestling/Impact Wrestling |
| 2011 | Total Nonstop Action Wrestling/Global Force Wrestling/Impact Wrestling |
| 2012 | Total Nonstop Action Wrestling/Global Force Wrestling/Impact Wrestling |
| 2013 | Total Nonstop Action Wrestling/Global Force Wrestling/Impact Wrestling |
| 2014 | Total Nonstop Action Wrestling/Global Force Wrestling/Impact Wrestling |
| 2015 | Total Nonstop Action Wrestling/Global Force Wrestling/Impact Wrestling |
| 2016 | Total Nonstop Action Wrestling/Global Force Wrestling/Impact Wrestling |
| 2017 | Total Nonstop Action Wrestling/Global Force Wrestling/Impact Wrestling |
| 2018 | WWE                                                                    |
| 2019 | WWE                                                                    |
| 2020 | WWE                                                                    |
| 2021 | WWE                                                                    |
| 2022 | WWE                                                                    |
| 2023 | National Wrestling Alliance                                            |
| 2024 | National Wrestling Alliance                                            |

#### Najlepszybooker
| Rok  | Booker                    | Federacja                        |
| ---- | ------------------------- | -------------------------------- |
| 1986 | Dusty Rhodes              | Jim Crockett Promotions          |
| 1987 | Vince McMahon             | World Wrestling Federation       |
| 1988 | Eddie Gilbert             | Continental Wrestling Federation |
| 1989 | Shohei Baba               | All Japan Pro Wrestling          |
| 1990 | Shohei Baba               | All Japan Pro Wrestling          |
| 1991 | Shohei Baba               | All Japan Pro Wrestling          |
| 1992 | Riki Choshu               | New Japan Pro-Wrestling          |
| 1993 | Jim Cornette              | Smoky Mountain Wrestling         |
| 1994 | Paul Heyman               | Extreme Championship Wrestling   |
| 1995 | Paul Heyman               | Extreme Championship Wrestling   |
| 1996 | Paul Heyman               | Extreme Championship Wrestling   |
| 1997 | Paul Heyman               | Extreme Championship Wrestling   |
| 1998 | Vince McMahon             | World Wrestling Federation       |
| 1999 | Vince McMahon             | World Wrestling Federation       |
| 2000 | Vince McMahon             | World Wrestling Federation       |
| 2001 | Jim Cornette              | Ohio Valley Wrestling            |
| 2002 | Paul Heyman               | World Wrestling Entertainment    |
| 2003 | Jim Cornette              | Ohio Valley Wrestling            |
| 2004 | Gabe Sapolsky             | Ring of Honor Full Impact Pro    |
| 2005 | Gabe Sapolsky             | Ring of Honor Full Impact Pro    |
| 2006 | Gabe Sapolsky             | Ring of Honor Full Impact Pro    |
| 2007 | Gabe Sapolsky             | Ring of Honor Full Impact Pro    |
| 2008 | Joe Silva                 | Ultimate Fighting Championship   |
| 2009 | Joe Silva                 | Ultimate Fighting Championship   |
| 2010 | Joe Silva                 | Ultimate Fighting Championship   |
| 2011 | Gedo i Jado               | New Japan Pro-Wrestling          |
| 2012 | Gedo i Jado               | New Japan Pro-Wrestling          |
| 2013 | Gedo i Jado               | New Japan Pro-Wrestling          |
| 2014 | Gedo i Jado               | New Japan Pro-Wrestling          |
| 2015 | Paul Levesque i Ryan Ward | WWE                              |
| 2016 | Gedo                      | New Japan Pro-Wrestling          |
| 2017 | Gedo                      | New Japan Pro-Wrestling          |
| 2018 | Gedo                      | New Japan Pro-Wrestling          |
| 2019 | Gedo                      | New Japan Pro-Wrestling          |
| 2020 | Tony Khan                 | All Elite Wrestling              |
| 2021 | Tony Khan                 | All Elite Wrestling              |
| 2022 | Tony Khan                 | All Elite Wrestling              |
| 2023 | Paul Levesque             | WWE                              |
| 2024 | Paul Levesque             | WWE                              |

#### Najlepszy promotor
| Rok  | Promotor            | Federacja                      |
| ---- | ------------------- | ------------------------------ |
| 1988 | Vince McMahon       | World Wrestling Federation     |
| 1989 | Akira Maeda         | Universal Wrestling Federation |
| 1990 | Shohei Baba         | All Japan Pro Wrestling        |
| 1991 | Shohei Baba         | All Japan Pro Wrestling        |
| 1992 | Shohei Baba         | All Japan Pro Wrestling        |
| 1993 | Shohei Baba         | All Japan Pro Wrestling        |
| 1994 | Shohei Baba         | All Japan Pro Wrestling        |
| 1995 | Riki Choshu         | New Japan Pro-Wrestling        |
| 1996 | Riki Choshu         | New Japan Pro-Wrestling        |
| 1997 | Riki Choshu         | New Japan Pro-Wrestling        |
| 1998 | Vince McMahon       | World Wrestling Federation     |
| 1999 | Vince McMahon       | World Wrestling Federation     |
| 2000 | Vince McMahon       | World Wrestling Federation     |
| 2001 | Antonio Inoki       | New Japan Pro-Wrestling        |
| 2002 | Kazuyoshi Ishii     | K-1                            |
| 2003 | Nobuyuki Sakakibara | Pride Fighting Championships   |
| 2004 | Nobuyuki Sakakibara | Pride Fighting Championships   |
| 2005 | Dana White          | Ultimate Fighting Championship |
| 2006 | Dana White          | Ultimate Fighting Championship |
| 2007 | Dana White          | Ultimate Fighting Championship |
| 2008 | Dana White          | Ultimate Fighting Championship |
| 2009 | Dana White          | Ultimate Fighting Championship |
| 2010 | Dana White          | Ultimate Fighting Championship |
| 2011 | Dana White          | Ultimate Fighting Championship |
| 2012 | Dana White          | Ultimate Fighting Championship |
| 2013 | Dana White          | Ultimate Fighting Championship |
| 2014 | Takaaki Kidani      | New Japan Pro-Wrestling        |
| 2015 | Dana White          | Ultimate Fighting Championship |
| 2016 | Dana White          | Ultimate Fighting Championship |
| 2017 | Takaaki Kidani      | New Japan Pro-Wrestling        |
| 2018 | Takaaki Kidani      | New Japan Pro-Wrestling        |
| 2019 | Tony Khan           | All Elite Wrestling            |
| 2020 | Tony Khan           | All Elite Wrestling            |
| 2021 | Tony Khan           | All Elite Wrestling            |
| 2022 | Tony Khan           | All Elite Wrestling            |
| 2023 | Nick Khan           | WWE                            |
| 2024 | Nick Khan           | WWE                            |

#### Najlepszygimmick
| Rok  | Zawodnik                    | Federacja                                                |
| ---- | --------------------------- | -------------------------------------------------------- |
| 1986 | Adrian Street               | Continental Championship Wrestling                       |
| 1987 | Ted DiBiase                 | World Wrestling Federation                               |
| 1988 | Rick Steiner                | Jim Crockett Promotions                                  |
| 1989 | Jushin Liger                | New Japan Pro-Wrestling                                  |
| 1990 | The Undertaker              | World Wrestling Federation                               |
| 1991 | The Undertaker              | World Wrestling Federation                               |
| 1992 | The Undertaker              | World Wrestling Federation                               |
| 1993 | The Undertaker              | World Wrestling Federation                               |
| 1994 | The Undertaker              | World Wrestling Federation                               |
| 1995 | Disco Inferno               | World Championship Wrestling                             |
| 1996 | nWo                         | World Championship Wrestling                             |
| 1997 | Stone Cold Steve Austin     | World Wrestling Federation/World Wrestling Entertainment |
| 1998 | Stone Cold Steve Austin     | World Wrestling Federation/World Wrestling Entertainment |
| 1999 | The Rock                    | World Wrestling Federation/World Wrestling Entertainment |
| 2000 | Kurt Angle                  | World Wrestling Federation/World Wrestling Entertainment |
| 2001 | The Hurricane               | World Wrestling Federation/World Wrestling Entertainment |
| 2002 | Matt Hardy                  | World Wrestling Federation/World Wrestling Entertainment |
| 2003 | John Cena                   | World Wrestling Federation/World Wrestling Entertainment |
| 2004 | John „Bradshaw” Layfield    | World Wrestling Federation/World Wrestling Entertainment |
| 2005 | Mr. Kennedy                 | World Wrestling Federation/World Wrestling Entertainment |
| 2006 | The Latin American X-change | Total Nonstop Action Wrestling                           |
| 2007 | Santino Marella             | World Wrestling Entertainment                            |
| 2008 | Santino Marella             | World Wrestling Entertainment                            |
| 2009 | CM Punk                     | World Wrestling Entertainment                            |
| 2010 | Alberto Del Rio             | World Wrestling Entertainment                            |
| 2011 | CM Punk                     | World Wrestling Entertainment                            |
| 2012 | Joseph Park                 | Total Nonstop Action Wrestling                           |
| 2013 | The Wyatt Family            | WWE                                                      |
| 2014 | Rusev i Lana                | WWE                                                      |
| 2015 | The New Day                 | WWE                                                      |
| 2016 | "Broken" Matt Hardy         | Total Nonstop Action Wrestling                           |
| 2017 | Los Ingobernables De Japon  | New Japan Pro-Wrestling                                  |
| 2018 | Velveteen Dream             | WWE                                                      |
| 2019 | "The Fiend" Bray Wyatt      | WWE                                                      |
| 2020 | Orange Cassidy              | All Elite Wrestling                                      |
| 2021 | Roman Reigns                | WWE                                                      |
| 2022 | Sami Zayn                   | WWE                                                      |
| 2023 | "Timeless" Toni Storm       | All Elite Wrestling                                      |
| 2024 | "Timeless" Toni Storm       | All Elite Wrestling                                      |

#### Najgorszygimmick
| Rok  | Zawodnik                                       | Federacja                                        |
| ---- | ---------------------------------------------- | ------------------------------------------------ |
| 1986 | Adrian Adonis                                  | World Wrestling Federation                       |
| 1987 | Adrian Adonis                                  | World Wrestling Federation                       |
| 1988 | Midnight Rider                                 | Jim Crockett Promotions                          |
| 1989 | The Ding-Dongs                                 | World Championship Wrestling                     |
| 1990 | The Gobbledy Gooker                            | World Wrestling Federation                       |
| 1991 | Oz                                             | World Championship Wrestling                     |
| 1992 | Papa Shango                                    | World Wrestling Federation                       |
| 1993 | The Shockmaster                                | World Championship Wrestling                     |
| 1994 | Dave Sullivan                                  | World Championship Wrestling                     |
| 1995 | Goldust                                        | World Wrestling Federation                       |
| 1996 | Fake Diesel Fake Razor Ramon The Real Double J | World Wrestling Federation                       |
| 1997 | Goldust                                        | World Wrestling Federation                       |
| 1998 | The Oddities                                   | World Wrestling Federation                       |
| 1999 | Powers That Be                                 | World Championship Wrestling                     |
| 2000 | Mike Awesome                                   | World Championship Wrestling                     |
| 2001 | Diamond Dallas Page                            | World Wrestling Federation                       |
| 2002 | The Johnsons                                   | National Wrestling Alliance/Total Nonstop Action |
| 2003 | Rico Constantino                               | World Wrestling Entertainment                    |
| 2004 | Mordecai                                       | World Wrestling Entertainment                    |
| 2005 | Jillian Hall                                   | World Wrestling Entertainment                    |
| 2006 | Vito                                           | World Wrestling Entertainment                    |
| 2007 | Black Reign                                    | Total Nonstop Action Wrestling                   |
| 2008 | The Great Khali                                | World Wrestling Entertainment                    |
| 2009 | Hornswoggle                                    | World Wrestling Entertainment                    |
| 2010 | Orlando Jordan                                 | Total Nonstop Action Wrestling                   |
| 2011 | Michael Cole                                   | WWE                                              |
| 2012 | Aces & Eights                                  | Total Nonstop Action Wrestling                   |
| 2013 | Aces & Eights                                  | Total Nonstop Action Wrestling                   |
| 2014 | Adam Rose                                      | WWE                                              |
| 2015 | Stardust                                       | WWE                                              |
| 2016 | Bone Soldier                                   | New Japan Pro-Wrestling                          |
| 2017 | Bray Wyatt/Sister Abigail                      | WWE                                              |
| 2018 | Constable Corbin                               | WWE                                              |
| 2019 | Shorty G                                       | WWE                                              |
| 2020 | "The Fiend" Bray Wyatt                         | WWE                                              |
| 2021 | Alexa Bliss                                    | WWE                                              |
| 2022 | Maximum Male Models                            | WWE                                              |
| 2023 | The Devil                                      | All Elite Wrestling                              |
| 2024 | The Learning Tree                              | All Elite Wrestling                              |

#### Najlepsza książka o tematyce wrestlingu
| Rok  | Książka                                                                    | Autor                                           |
| ---- | -------------------------------------------------------------------------- | ----------------------------------------------- |
| 2005 | The Death of WCW                                                           | Bryan Alvarez i R.D. Reynolds                   |
| 2006 | Tangled Ropes                                                              | Superstar Billy Graham i Keith Elliot Greenberg |
| 2007 | Hitman: My Real Life in the Cartoon World of Wrestling                     | Bret Hart                                       |
| 2008 | Gorgeous George: The Bad Boy Wrestler Who Created American Pop Culture     | John Capouya                                    |
| 2009 | Midnight Express 25th Anniversary Scrapbook                                | Jim Cornette                                    |
| 2010 | Countdown to Lockdown                                                      | Mick Foley                                      |
| 2011 | Undisputed                                                                 | Chris Jericho                                   |
| 2012 | Shooters: The Toughest Men in Professional Wrestling                       | Jonathan Snowden                                |
| 2013 | Mad Dogs, Midgets and Screw Jobs                                           | Pat LaPrade i Bertrand Hébert                   |
| 2014 | The Death of WCW – 10th Anniversary Edition                                | Bryan Alvarez i R.D. Reynolds                   |
| 2015 | Yes!: My Improbable Journey to the Main Event of WrestleMania              | Daniel Bryan i Craig Tello                      |
| 2016 | Ali vs Inoki                                                               | Josh Gross                                      |
| 2017 | Crazy Like A Fox: The Definitive Chronicle of Brian Pillman 20 Years Later | Liam O’Rourke                                   |
| 2018 | Eggshells: Pro Wrestling in the Tokyo Dome                                 | Chris Charlton                                  |
| 2019 | 100 Things a WWE Fan Should Know & Do Before They Die                      | Bryan Alvarez                                   |
| 2020 | Killing the Business                                                       | The Young Bucks                                 |
| 2021 | Mox                                                                        | Jon Moxley                                      |
| 2022 | Blood & Fire                                                               | Brian Solomon                                   |
| 2023 | The Last Real World Champion: The Legacy of „Nature Boy” Ric Flair         | Tim Hornbaker                                   |
| 2024 | The Man: Not Just Your Average Girl                                        | Becky Lynch                                     |

#### Najlepsze DVD/Film dokumentalny przesyłany strumieniowo o tematyce wrestlingu
| Rok  | DVD/Film dokumentalny przesyłany strumieniowo                                           | Federacja                        |
| ---- | --------------------------------------------------------------------------------------- | -------------------------------- |
| 2005 | The Rise and Fall of ECW                                                                | World Wrestling Entertainment    |
| 2006 | Bret "Hit Man" Hart: The Best There Is, The Best There Was, The Best There Ever Will Be | World Wrestling Entertainment    |
| 2007 | Ric Flair and the Four Horsemen                                                         | World Wrestling Entertainment    |
| 2008 | „Nature Boy” Ric Flair: The Definitive Collection                                       | World Wrestling Entertainment    |
| 2009 | Macho Madness: The Randy Savage Ultimate Collection                                     | World Wrestling Entertainment    |
| 2010 | Breaking the Code: Behind the Walls of Chris Jericho                                    | World Wrestling Entertainment    |
| 2011 | Greatest Rivalries: Shawn Michaels vs. Bret Hart                                        | World Wrestling Entertainment    |
| 2012 | CM Punk: Best in the World                                                              | World Wrestling Entertainment    |
| 2013 | Jim Crockett Promotions: The Good Old Days                                              | EllBow Productions Highspots.com |
| 2014 | Ladies and Gentlemen, My Name Is Paul Heyman                                            | WWE                              |
| 2015 | Daniel Bryan: Just Say Yes! Yes! Yes!                                                   | WWE                              |
| 2016 | WWE 24: Seth Rollins (Redesign, Rebuild, Reclaim)                                       | WWE                              |
| 2017 | 30 for 30: Nature Boy                                                                   | ESPN                             |
| 2018 | André the Giant                                                                         | HBO                              |
| 2019 | Dark Side of the Ring                                                                   | Viceland                         |
| 2020 | Dark Side of the Ring: Owen Hart                                                        | Viceland                         |
| 2021 | Dark Side of the Ring: Brian Pillman                                                    | Viceland                         |
| 2022 | Tales from the Territories                                                              | Viceland                         |
| 2023 | Dark Side of the Ring: Chris and Tammy                                                  | Viceland                         |
| 2024 | Mr. McMahon                                                                             | Netflix                          |

#### Nagroda Pamięci Shada Gasparda i Jona Hubera
Uwaga: ta nagroda przyznawana jest uczestnikom wrestlingu i mieszanych sztuk walki, którzy poza ringiem wnoszą wkład na rzecz dobra społeczeństwa.
| Rok  | Zawodnik                      | Wkład |
| ---- | ----------------------------- | --- |
| 2020 | Shad Gaspard                  | Poświęcił się, aby uratować życie syna, który został porwany przez morze |
| 2020 | Ettore Ewen Big E             | Przyczynił się do sprawiedliwości rasowej podczas ruchu Black Lives Matter i po morderstwie George’a Floyda |
| 2020 | Rami Sebei Sami Zayn          | Zainicjował Sami for Syria, organizację pomocy medycznej pomagająca chorym i rannym podczas wojny domowej w Syrii |
| 2020 | Tracy Smothers                | Pomagał młodym wrestlerom z sceny niezależnej |
| 2020 | Margaret Stalvey              | Pomagała rodzinie Huberów podczas choroby Jona Hubera i po jego śmierci |
| 2020 | Megha Parekh                  | Pomagała rodzinie Huberów podczas choroby Jona Hubera i po jego śmierci |
| 2021 | Jonathan Good Jon Moxley      | Zdecydował się odejść od wrestlingu i przystąpić do programu rehabilitacji alkoholizmu |
| 2021 | Thaddeus Bullard Titus O’Neil | O’Neil, dziecko ofiary gwałtu, zaczął pomagać dzieciom znajdującym się w niekorzystnej sytuacji poprzez swoją działalność charytatywną, zwłaszcza w swoim rodzinnym mieście Tampa na Florydzie |
| 2022 | Dustin Poirier                | Za pośrednictwem swojej fundacji Good Fight, Poirier zapewnił pomoc społecznościom znajdującym się w niekorzystnej sytuacji i bezbronnym w południowej Luizjanie |
| 2023 | Steve McMichael               | McMichael, który od 2021 roku walczy z stwardnieniem zanikowym bocznym, stanowił inspirację dla tych walczących chorób dzięki swojej ciągłej determinacji, by wziąć udział w ceremonii wprowadzenia do Pro Football Hall of Fame po tym, jak został wybrany do galerii sław                        |
| 2023 | Rodzina Pughów                | Rodzina wykazała się klasą i odpornością po śmierci Jamina Pugha w wypadku samochodowym; mimo że winę za wypadek ponosi kierowca drugiego samochodu, publicznie poprosili ludzi, aby zaprzestali ataków na nich w mediach społecznościowych i zorganizowali zbiórkę pieniędzy dla rodziny kierowcy |
| 2023 | Valerie Coleman               | Wdowa po zmarłym Wrestling Observer Newsletter Hall of Famerze "Superstar" Billym Grahamie, Coleman przypisuje się wielokrotne uratowanie życia Grahama. |
| 2024 | Mark Coleman                  | Uratował rodziców z pożaru domu, ryzykując własne życie |
| 2024 | Daquan Johnson-Bey Chris Bey  | Wykazał się odpornością po doznaniu zagrażającej karierze kontuzji szyi na ringu |

## Niekontynuowane nagrody

### Nagrody Class A

#### Najbardziej imponujący wrestler
| Rok  | Zawodnik     | Federacja                                                                             |
| ---- | ------------ | ------------------------------------------------------------------------------------- |
| 1980 | Ken Patera   | World Wrestling Federation                                                            |
| 1981 | Don Muraco   | World Wrestling Federation                                                            |
| 1982 | Tiger Mask   | New Japan Pro-Wrestling World Wrestling Federation Empresa Mexicana de la Lucha Libre |
| 1983 | Dynamite Kid | Stampede Wrestling National Wrestling Alliance                                        |
| 1984 | Dynamite Kid | Stampede Wrestling New Japan Pro-Wrestling All Japan Pro Wrestling                    |
| 1985 | Dynamite Kid | World Wrestling Federation All Japan Pro Wrestling                                    |

#### Najbardziej skończony wrestler
| Rok  | Zawodnik               | Federacja                                          |
| ---- | ---------------------- | -------------------------------------------------- |
| 1980 | Baron Scicluna         | World Wrestling Federation                         |
| 1981 | Peter Maivia           | National Wrestling Alliance                        |
| 1982 | Superstar Billy Graham | World Wrestling Federation New Japan Pro-Wrestling |
| 1983 | Chief Jay Strongbow    | World Wrestling Federation                         |
| 1984 | Jimmy Snuka            | World Wrestling Federation                         |
| 1985 | Sgt. Slaughter         | American Wrestling Association                     |

#### Najsilniejszy wrestler
| Rok  | Zawodnik            | Federacja                                                                          |
| ---- | ------------------- | ---------------------------------------------------------------------------------- |
| 1981 | Tony Atlas          | World Wrestling Federation National Wrestling Alliance                             |
| 1982 | Ken Patera          | World Wrestling Federation                                                         |
| 1983 | Hulk Hogan          | American Wrestling Association New Japan Pro-Wrestling                             |
| 1984 | Butch Reed          | Mid-South Wrestling National Wrestling Alliance                                    |
| 1985 | Road Warrior Animal | American Wrestling Association National Wrestling Alliance All Japan Pro Wrestling |
| 1986 | Road Warrior Animal | American Wrestling Association National Wrestling Alliance All Japan Pro Wrestling |
| 1987 | Steve Williams      | Jim Crockett Promotions Universal Wrestling Federation                             |
| 1988 | Steve Williams      | Jim Crockett Promotions/World Championship Wrestling                               |
| 1989 | Steve Williams      | Jim Crockett Promotions/World Championship Wrestling                               |
| 1990 | Steve Williams      | All Japan Pro Wrestling                                                            |

#### Najlepsza trzyosobowa drużyna
| Rok  | Drużyna                                                             | Federacja                                                      |
| ---- | ------------------------------------------------------------------- | -------------------------------------------------------------- |
| 1983 | The Fabulous Freebirds (Michael Hayes, Terry Gordy i Buddy Roberts) | World Class Championship Wrestling National Wrestling Alliance |

#### Najmniejszy progres
| Rok  | Zawodnik        | Federacja                      |
| ---- | --------------- | ------------------------------ |
| 1984 | Jimmy Snuka     | World Wrestling Federation     |
| 1985 | Sgt. Slaughter  | American Wrestling Association |
| 1986 | Bob Orton       | World Wrestling Federation     |
| 1987 | Butch Reed      | World Wrestling Federation     |
| 1988 | Bam Bam Bigelow | World Wrestling Federation     |
| 1989 | Jim Duggan      | World Wrestling Federation     |
| 1990 | Sting           | World Championship Wrestling   |
| 1991 | Davey Boy Smith | World Wrestling Federation     |
| 1992 | Randy Savage    | World Wrestling Federation     |
| 1993 | Rick Rude       | World Championship Wrestling   |
| 1994 | Hulk Hogan      | World Championship Wrestling   |
| 1995 | Hulk Hogan      | World Championship Wrestling   |

#### Najokropniejszy zawodnik
| Rok  | Zawodnik       | Federacja                      |
| ---- | -------------- | ------------------------------ |
| 1981 | Gene LeBell    | National Wrestling Alliance    |
| 1982 | David Crockett | National Wrestling Alliance    |
| 1983 | Vince McMahon  | World Wrestling Federation     |
| 1984 | Vince McMahon  | World Wrestling Federation     |
| 1985 | Vince McMahon  | World Wrestling Federation     |
| 1986 | Vince McMahon  | World Wrestling Federation     |
| 1987 | David Crockett | Jim Crockett Promotions        |
| 1988 | Dusty Rhodes   | Jim Crockett Promotions        |
| 1989 | Dusty Rhodes   | World Championship Wrestling   |
| 1990 | Vince McMahon  | World Wrestling Federation     |
| 1991 | Herb Abrams    | Universal Wrestling Federation |
| 1992 | Bill Watts     | World Championship Wrestling   |
| 1993 | Vince McMahon  | World Wrestling Federation     |
| 1994 | Hulk Hogan     | World Championship Wrestling   |
| 1995 | Hulk Hogan     | World Championship Wrestling   |

#### Najlepszyface
| Rok  | Zawodnik       | Federacja                                              |
| ---- | -------------- | ------------------------------------------------------ |
| 1980 | Dusty Rhodes   | National Wrestling Alliance                            |
| 1981 | Tommy Rich     | National Wrestling Alliance                            |
| 1982 | Hulk Hogan     | American Wrestling Association New Japan Pro-Wrestling |
| 1983 | Hulk Hogan     | American Wrestling Association New Japan Pro-Wrestling |
| 1984 | Hulk Hogan     | World Wrestling Federation                             |
| 1985 | Hulk Hogan     | World Wrestling Federation                             |
| 1986 | Hulk Hogan     | World Wrestling Federation                             |
| 1987 | Hulk Hogan     | World Wrestling Federation                             |
| 1988 | Hulk Hogan     | World Wrestling Federation                             |
| 1989 | Hulk Hogan     | World Wrestling Federation                             |
| 1990 | Hulk Hogan     | World Wrestling Federation                             |
| 1991 | Hulk Hogan     | World Wrestling Federation                             |
| 1992 | Sting          | World Championship Wrestling                           |
| 1993 | Atsushi Onita  | Frontier Martial Arts Wrestling                        |
| 1994 | Atsushi Onita  | Frontier Martial Arts Wrestling                        |
| 1995 | Perro Aguayo   | Asistencia Asesoría y Administración                   |
| 1996 | Shawn Michaels | World Wrestling Federation                             |

#### Najlepszyheel
| Rok  | Zawodnik                | Federacja                            |
| ---- | ----------------------- | ------------------------------------ |
| 1980 | Larry Zbyszko           | World Wrestling Federation           |
| 1981 | Don Muraco              | World Wrestling Federation           |
| 1982 | Buzz Sawyer             | Georgia Championship Wrestling       |
| 1983 | Michael Hayes           | World Class Championship Wrestling   |
| 1984 | Roddy Piper             | World Wrestling Federation           |
| 1985 | Roddy Piper             | World Wrestling Federation           |
| 1986 | Michael Hayes           | World Class Championship Wrestling   |
| 1987 | Ted DiBiase             | World Wrestling Federation           |
| 1988 | Ted DiBiase             | World Wrestling Federation           |
| 1989 | Terry Funk              | World Championship Wrestling         |
| 1990 | Ric Flair               | World Championship Wrestling         |
| 1991 | The Undertaker          | World Wrestling Federation           |
| 1992 | Rick Rude               | World Championship Wrestling         |
| 1993 | Vader                   | World Championship Wrestling         |
| 1994 | Art Barr                | Asistencia Asesoría y Administración |
| 1995 | Masahiro Chono          | New Japan Pro-Wrestling              |
| 1996 | Stone Cold Steve Austin | World Wrestling Federation           |

#### Największy szok
| Rok  | Sytuacja                                                    |
| ---- | ----------------------------------------------------------- |
| 1981 | Tommy Rich wygrywa NWA World Championship od Harleya Race’a |
| 1982 | Otto Wanz wygrywa AWA World Heavyweight Championship        |
| 1983 | Ric Flair traci NWA Championship na rzecz Harleya Race’a    |
| 1984 | Śmierć Davida Von Ericha                                    |
| 1985 | WWF posiada telewizyjną sieć                                |
| 1986 | Wypadek samochodowy Magnuma TA                              |
| 1987 | Jim Crockett Jr. zakupuje Universal Wrestling Federation    |
| 1988 | Morderstwo Bruisera Brody’ego                               |
| 1989 | Dusty Rhodes dołącza do WWF                                 |

#### Najciężej pracujący
| Rok  | Wrestler     | Federacja                                      |
| ---- | ------------ | ---------------------------------------------- |
| 1982 | Ric Flair    | National Wrestling Alliance                    |
| 1983 | Dynamite Kid | Stampede Wrestling National Wrestling Alliance |
| 1984 | Ric Flair    | National Wrestling Alliance                    |
| 1985 | Ric Flair    | Jim Crockett Promotions                        |
| 1986 | Ric Flair    | Jim Crockett Promotions                        |
| 1987 | Ric Flair    | Jim Crockett Promotions                        |
| 1988 | Ric Flair    | Jim Crockett Promotions                        |
| 1989 | Terry Funk   | World Championship Wrestling                   |

#### Najlepszy menedżer
| Rok  | Menedżer      | Federacja                                           |
| ---- | ------------- | --------------------------------------------------- |
| 1983 | Jimmy Hart    | Continental Wrestling Association                   |
| 1984 | Jim Cornette  | Jim Crockett Promotions                             |
| 1985 | Jim Cornette  | Jim Crockett Promotions                             |
| 1986 | Jim Cornette  | Jim Crockett Promotions                             |
| 1987 | Jim Cornette  | Jim Crockett Promotions                             |
| 1988 | Jim Cornette  | Jim Crockett Promotions                             |
| 1989 | Jim Cornette  | World Championship Wrestling                        |
| 1990 | Jim Cornette  | World Championship Wrestling                        |
| 1991 | Sherri Martel | World Wrestling Federation                          |
| 1992 | Jim Cornette  | Smoky Mountain Wrestling                            |
| 1993 | Jim Cornette  | Smoky Mountain Wrestling                            |
| 1994 | Jim Cornette  | Smoky Mountain Wrestling                            |
| 1995 | Jim Cornette  | World Wrestling Federation Smoky Mountain Wrestling |
| 1996 | Jim Cornette  | World Wrestling Federation Smoky Mountain Wrestling |

### Nagrody Class B

#### Najlepszycolor comentator
| Rok  | Komentator          | Federacja                      |
| ---- | ------------------- | ------------------------------ |
| 1986 | Michael Hayes       | Universal Wrestling Federation |
| 1987 | Jesse Ventura       | World Wrestling Federation     |
| 1988 | Jesse Ventura       | World Wrestling Federation     |
| 1989 | Jesse Ventura       | World Wrestling Federation     |
| 1990 | Jesse Ventura       | World Wrestling Federation     |
| 1991 | Paul E. Dangerously | World Championship Wrestling   |
| 1992 | Bobby Heenan        | World Wrestling Federation     |
| 1993 | Bobby Heenan        | World Wrestling Federation     |
| 1994 | Bobby Heenan        | World Wrestling Federation     |
| 1995 | Jerry Lawler        | World Wrestling Federation     |
| 1996 | Jerry Lawler        | World Wrestling Federation     |

#### Ulubiony zawodnik czytelników
| Rok  | Zawodnik       | Federacja                                                      |
| ---- | -------------- | -------------------------------------------------------------- |
| 1984 | Ric Flair      | Jim Crockett Promotions                                        |
| 1985 | Ric Flair      | Jim Crockett Promotions                                        |
| 1986 | Ric Flair      | Jim Crockett Promotions                                        |
| 1987 | Ric Flair      | Jim Crockett Promotions                                        |
| 1988 | Ric Flair      | Jim Crockett Promotions                                        |
| 1989 | Ric Flair      | World Championship Wrestling                                   |
| 1990 | Ric Flair      | World Championship Wrestling                                   |
| 1991 | Ric Flair      | World Championship Wrestling World Wrestling Federation        |
| 1992 | Ric Flair      | World Wrestling Federation                                     |
| 1993 | Ric Flair      | World Wrestling Federation World Championship Wrestling        |
| 1994 | Sabu           | Extreme Championship Wrestling Frontier Martial Arts Wrestling |
| 1995 | Manami Toyota  | All Japan Women’s Pro Wrestling                                |
| 1996 | Ric Flair      | World Championship Wrestling                                   |
| 1997 | Chris Benoit   | World Championship Wrestling                                   |
| 1998 | Shawn Michaels | World Wrestling Federation                                     |
| 1999 | Chris Jericho  | World Championship Wrestling World Wrestling Federation        |
| 2000 | Chris Benoit   | World Championship Wrestling World Wrestling Federation        |
| 2001 | Keiji Mutoh    | New Japan Pro-Wrestling All Japan Pro Wrestling                |
| 2002 | Kurt Angle     | World Wrestling Entertainment                                  |
| 2003 | Kurt Angle     | World Wrestling Entertainment                                  |

#### Najmniej ulubiony zawodnik czytelników
| Rok  | Zawodnik         | Federacja                                |
| ---- | ---------------- | ---------------------------------------- |
| 1984 | Ivan Putski      | World Wrestling Federation               |
| 1985 | Hulk Hogan       | World Wrestling Federation               |
| 1986 | Hulk Hogan       | World Wrestling Federation               |
| 1987 | Dusty Rhodes     | Jim Crockett Promotions                  |
| 1988 | Dusty Rhodes     | Jim Crockett Promotions                  |
| 1989 | Ultimate Warrior | World Wrestling Federation               |
| 1990 | Ultimate Warrior | World Wrestling Federation               |
| 1991 | Hulk Hogan       | World Wrestling Federation               |
| 1992 | Erik Watts       | World Championship Wrestling             |
| 1993 | Sid Vicious      | World Championship Wrestling             |
| 1994 | Hulk Hogan       | World Championship Wrestling             |
| 1995 | Hulk Hogan       | World Championship Wrestling             |
| 1996 | Hulk Hogan       | World Championship Wrestling             |
| 1997 | Hulk Hogan       | World Championship Wrestling             |
| 1998 | Hulk Hogan       | World Championship Wrestling             |
| 1999 | Hulk Hogan       | World Championship Wrestling             |
| 2000 | Kevin Nash       | World Championship Wrestling             |
| 2001 | The Undertaker   | World Wrestling Federation/Entertainment |
| 2002 | Triple H         | World Wrestling Federation/Entertainment |
| 2003 | Triple H         | World Wrestling Federation/Entertainment |

#### Najgorszy wrestler
| Rok  | Zawodnik         | Federacja                                |
| ---- | ---------------- | ---------------------------------------- |
| 1984 | Ivan Putski      | World Wrestling Federation               |
| 1985 | Uncle Elmer      | World Wrestling Federation               |
| 1986 | Mike Von Erich   | World Class Championship Wrestling       |
| 1987 | Junkyard Dog     | World Wrestling Federation               |
| 1988 | Ultimate Warrior | World Wrestling Federation               |
| 1989 | André the Giant  | World Wrestling Federation               |
| 1990 | Junkyard Dog     | World Championship Wrestling             |
| 1991 | André the Giant  | All Japan Pro Wrestling                  |
| 1992 | André the Giant  | All Japan Pro Wrestling                  |
| 1993 | The Equalizer    | World Championship Wrestling             |
| 1994 | Dave Sullivan    | World Championship Wrestling             |
| 1995 | The Renegade     | World Championship Wrestling             |
| 1996 | Loch Ness        | World Championship Wrestling             |
| 1997 | Hollywood Hogan  | World Championship Wrestling             |
| 1998 | Warrior          | World Championship Wrestling             |
| 1999 | Kevin Nash       | World Championship Wrestling             |
| 2000 | Kevin Nash       | World Championship Wrestling             |
| 2001 | Big Show         | World Wrestling Federation/Entertainment |
| 2002 | Big Show         | World Wrestling Federation/Entertainment |
| 2003 | Nathan Jones     | World Wrestling Federation/Entertainment |

#### Najgorszy tag team
| Rok  | Tag team                                         | Federacja                                               |
| ---- | ------------------------------------------------ | ------------------------------------------------------- |
| 1984 | The Crusher i Baron von Raschke                  | American Wrestling Association                          |
| 1985 | Uncle Elmer i Cousin Junior                      | World Wrestling Federation                              |
| 1986 | George Steele i Junkyard Dog                     | World Wrestling Federation                              |
| 1987 | Jimmy Valiant i Bugsy McGraw                     | National Wrestling Alliance                             |
| 1988 | The Bolsheviks (Nikolai Volkoff i Boris Zhukov)  | World Wrestling Federation                              |
| 1989 | The Powers of Pain (The Barbarian i The Warlord) | World Wrestling Federation                              |
| 1990 | Giant Baba i André the Giant                     | All Japan Pro Wrestling                                 |
| 1991 | Giant Baba i André the Giant                     | All Japan Pro Wrestling                                 |
| 1992 | The Bushwhackers (Luke Williams i Butch Miller)  | World Wrestling Federation                              |
| 1993 | The Colossal Kongs (King Kong i Awesome Kong)    | World Championship Wrestling                            |
| 1994 | The Bushwhackers (Luke Williams i Butch Miller)  | World Wrestling Federation                              |
| 1995 | Dick Slater i Bunkhouse Buck                     | World Championship Wrestling                            |
| 1996 | The Godwinns (Henry Godwinn i Phineas Godwinn)   | World Wrestling Federation                              |
| 1997 | The Godwinns (Henry Godwinn i Phineas Godwinn)   | World Wrestling Federation                              |
| 1998 | The Oddities (Golga i Kurrgan)                   | World Wrestling Federation                              |
| 1999 | Viscera i Mideon                                 | World Wrestling Federation                              |
| 2000 | KroniK (Brian Adams i Bryan Clark)               | World Championship Wrestling                            |
| 2001 | KroniK (Brian Adams i Bryan Clark)               | World Championship Wrestling World Wrestling Federation |
| 2002 | 3-Minute Warning (Rosey i Jamal)                 | World Wrestling Entertainment                           |
| 2003 | La Résistance (René Duprée i Sylvain Grenier)    | World Wrestling Entertainment                           |

#### Najgorszy menedżer
| Rok  | Menedżer   | Federacja                    |
| ---- | ---------- | ---------------------------- |
| 1984 | Mr. Fuji   | World Wrestling Federation   |
| 1985 | Mr. Fuji   | World Wrestling Federation   |
| 1986 | Paul Jones | Jim Crockett Promotions      |
| 1987 | Mr. Fuji   | World Wrestling Federation   |
| 1988 | Mr. Fuji   | World Wrestling Federation   |
| 1989 | Mr. Fuji   | World Wrestling Federation   |
| 1990 | Mr. Fuji   | World Wrestling Federation   |
| 1991 | Mr. Fuji   | World Wrestling Federation   |
| 1992 | Mr. Fuji   | World Wrestling Federation   |
| 1993 | Mr. Fuji   | World Wrestling Federation   |
| 1994 | Mr. Fuji   | World Wrestling Federation   |
| 1995 | Mr. Fuji   | World Wrestling Federation   |
| 1996 | Sonny Onoo | World Championship Wrestling |
| 1997 | Sonny Onoo | World Championship Wrestling |
| 1998 | Sonny Onoo | World Championship Wrestling |
| 1999 | Sonny Onoo | World Championship Wrestling |

#### Najgorszy podczas wywiadów
| Rok  | Zawodnik              | Federacja                                |
| ---- | --------------------- | ---------------------------------------- |
| 1984 | Jimmy Snuka           | World Wrestling Federation               |
| 1985 | Thunderbolt Patterson | National Wrestling Alliance              |
| 1986 | Mike Von Erich        | World Class Championship Wrestling       |
| 1987 | Bugsy McGraw          | Jim Crockett Promotions                  |
| 1988 | Steve Williams        | Jim Crockett Promotions                  |
| 1989 | Ultimate Warrior      | World Wrestling Federation               |
| 1990 | Ultimate Warrior      | World Wrestling Federation               |
| 1991 | Ultimate Warrior      | World Wrestling Federation               |
| 1992 | Ultimate Warrior      | World Wrestling Federation               |
| 1993 | Mr. Fuji              | World Wrestling Federation               |
| 1994 | Dave Sullivan         | World Championship Wrestling             |
| 1995 | Hulk Hogan            | World Championship Wrestling             |
| 1996 | Ahmed Johnson         | World Wrestling Federation               |
| 1997 | Ahmed Johnson         | World Wrestling Federation               |
| 1998 | Warrior               | World Championship Wrestling             |
| 1999 | Sid Vicious           | World Championship Wrestling             |
| 2000 | Vince Russo           | World Championship Wrestling             |
| 2001 | Stephanie McMahon     | World Wrestling Federation/Entertainment |
| 2002 | Stephanie McMahon     | World Wrestling Federation/Entertainment |
| 2003 | Stephanie McMahon     | World Wrestling Federation/Entertainment |

#### Najbardziej żenujący wrestler
| Rok  | Zawodnik        | Federacja                                               |
| ---- | --------------- | ------------------------------------------------------- |
| 1986 | Adrian Adonis   | World Wrestling Federation                              |
| 1987 | George Steele   | World Wrestling Federation                              |
| 1988 | George Steele   | World Wrestling Federation                              |
| 1989 | André the Giant | World Wrestling Federation                              |
| 1990 | Dusty Rhodes    | World Wrestling Federation                              |
| 1991 | Van Hammer      | World Championship Wrestling                            |
| 1992 | Papa Shango     | World Wrestling Federation                              |
| 1993 | Bastion Booger  | World Wrestling Federation                              |
| 1994 | Doink the Clown | World Wrestling Federation                              |
| 1995 | Hulk Hogan      | World Championship Wrestling                            |
| 1996 | Hulk Hogan      | World Championship Wrestling                            |
| 1997 | Goldust         | World Wrestling Federation                              |
| 1998 | Hollywood Hogan | World Championship Wrestling                            |
| 1999 | Hollywood Hogan | World Championship Wrestling                            |
| 2000 | Hollywood Hogan | World Championship Wrestling                            |
| 2001 | Buff Bagwell    | World Championship Wrestling World Wrestling Federation |
| 2002 | The Big Show    | World Wrestling Federation/Entertainment                |
| 2003 | Nathan Jones    | World Wrestling Federation/Entertainment                |

#### Najgorsza osobowość niebędąca wrestlerem
| Rok  | Osobowość         | Federacja                                |
| ---- | ----------------- | ---------------------------------------- |
| 2000 | Vince Russo       | World Championship Wrestling             |
| 2001 | Stephanie McMahon | World Wrestling Federation/Entertainment |
| 2002 | Stephanie McMahon | World Wrestling Federation/Entertainment |
| 2003 | Stephanie McMahon | World Wrestling Federation/Entertainment |

## Nagrody dekady Wrestling Observer

### lata 2000
- Najlepszy wrestler: Kurt Angle
- Najwybitniejszy wrestler: Bryan Danielson/Daniel Bryan
- Największy draw: Místico
- Najlepszy Tag Team: Rey Bucanero i Último Guerrero
- Najlepszy podczas wywiadów: Chris Jericho
- Najbardziej charyzmatyczny: John Cena
- Najbardziej wartościowy zawodnik MMA: Randy Couture

### lata 2010
- Najlepszy wrestler: Hiroshi Tanahashi
- Najwybitniejszy wrestler: Kazuchika Okada
- Największy draw: Brock Lesnar
- Najlepszy Tag Team: The Young Bucks
- Najlepszy podczas wywiadów: Paul Heyman
- Najbardziej charyzmatyczny: Hiroshi Tanahashi
- Najlepszy technicznie wrestler: Zack Sabre Jr.
- Najlepszy brawler: Tomohiro Ishii
- Najlepszy highflyer: Ricochet
- Najlepsza federacja: New Japan Pro-Wrestling
- Najlepsze walki: Kazuchika Okada
- Najlepsza osobowość niebędąca wrestlerem: Paul Heyman
- Najlepszy komentator: Kevin Kelly